# Кораблі вікінгів
Кораблі вікінгів — судна унікальної конструкції, які використовували у середньовічній Скандинавії за часів доби вікінгів (VIII—XI ст).

## Загальний опис
Параметри кораблів вікінгів різнились в залежності від їх призначення, але загалом їх можна характеризувати як видовжені, легкі та гнучкі човни з низькими бортами, широким розвалом бортів, справжнім кілем, симетричними гострими носом і кормою та високо піднятими штевнями. Обшивка їх корпусу здійснювалась за характерною клінкерною технологією (внапусток), коли дошки обшивки корпуса човна частково перекривали нижній шар і скріплювались між собою металевими заклепками. Штевні деяких набільших і найпрестижніших військових кораблів могли прикрашатись головами драконів та інших звірів, через що такі кораблі отримали назву дракари, хоча про це відомо лише з історичних джерел та зображень і дотепер не знайшло свого археологічного підтвердження. Кораблі вікінгів використовували як у військових цілях, так і для дальньої торгівлі, розвідки та колонізації.

Корабель вікінгів, зображений на гербі округу Сааре, Естонія

У літературі кораблі вікінгів зазвичай поділяються на дві великі групи: округліші й місткіші торгові кораблі та військові «довгі кораблі» з меншою вантажопідйомністю, але більшою швидкістю. Однак ці категорії частково збігаються і деякі транспортні кораблі також входили до складу військових флотів. Головні морські шляхи в Скандинавії пролягали в прибережних водах, тому більшість кораблів вікінгів мали легку конструкцію, тоді як деякі типи кораблів, такі як кнор, мали міцнішу й надійнішу конструкцію і підходили для довгих плавань у відкритому океані. На своїх кораблях вікінгі плавали зі Скандинавії до Балтійського моря, Британських островів, Ісландії, Фарерських островів, Гренландії, Ньюфаундленду, Середземного моря, Чорного моря та Африки.
Особливою перевагою кораблів вікінгів була їх порівняно невелика вага, що робило можливим їх транспортування волоком по суші, наприклад, щоб увійти або вийти з Балтійського моря, кораблі могли перетягувати напряму через півострів Ютландія замість огинати його навколо по морю, а також подорожувати континентальними річковими мережами Східної Європи, перетягуючи кораблі волоком від однієї річки до іншої.

## Історія

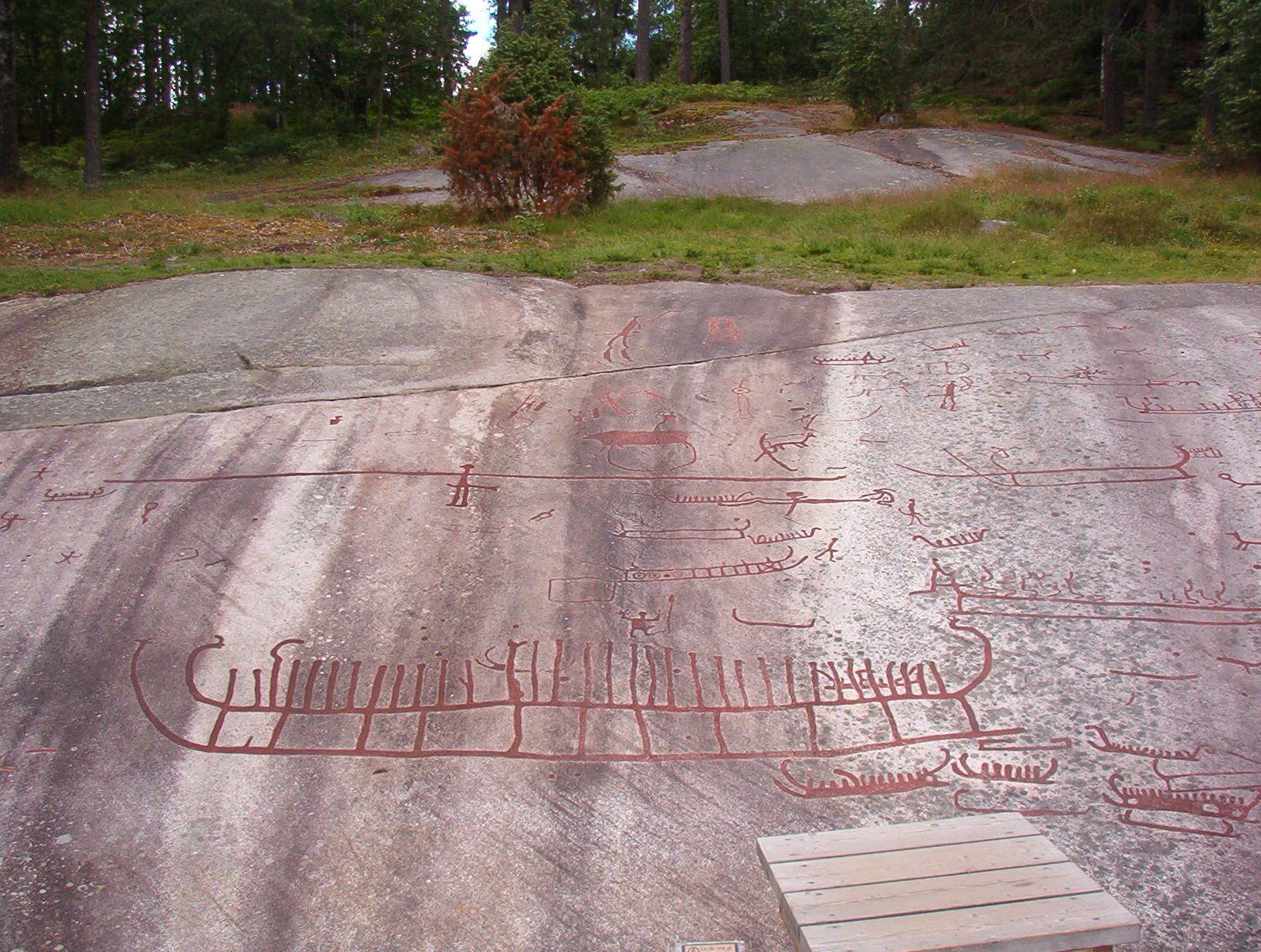
Петрогліфи Танума у Швеції з зображеннями кораблів

Протягом тисячоліть кораблі перебували в центрі уваги скандинавської культури, слугуючи як щоденним прагматичним, так і релігійним цілям, і ще до початку доби вікінгів їх особливе значення вже було глибоко вкорінене в скандинавській культурі. Скандинавія — регіон рясно вкритий довгими і глибокими фіордами із відносно високими гірськими хребтами та густими лісами. Складність пересування по берегу і наявність легкого доступу до моря з багатьма природними портами призвела до того, що шляхи сполучення, зокрема торговельні шляхи переважно проходили по морю, оскільки внутрішні подорожі були довшими, складнішими і небезпечнішими.

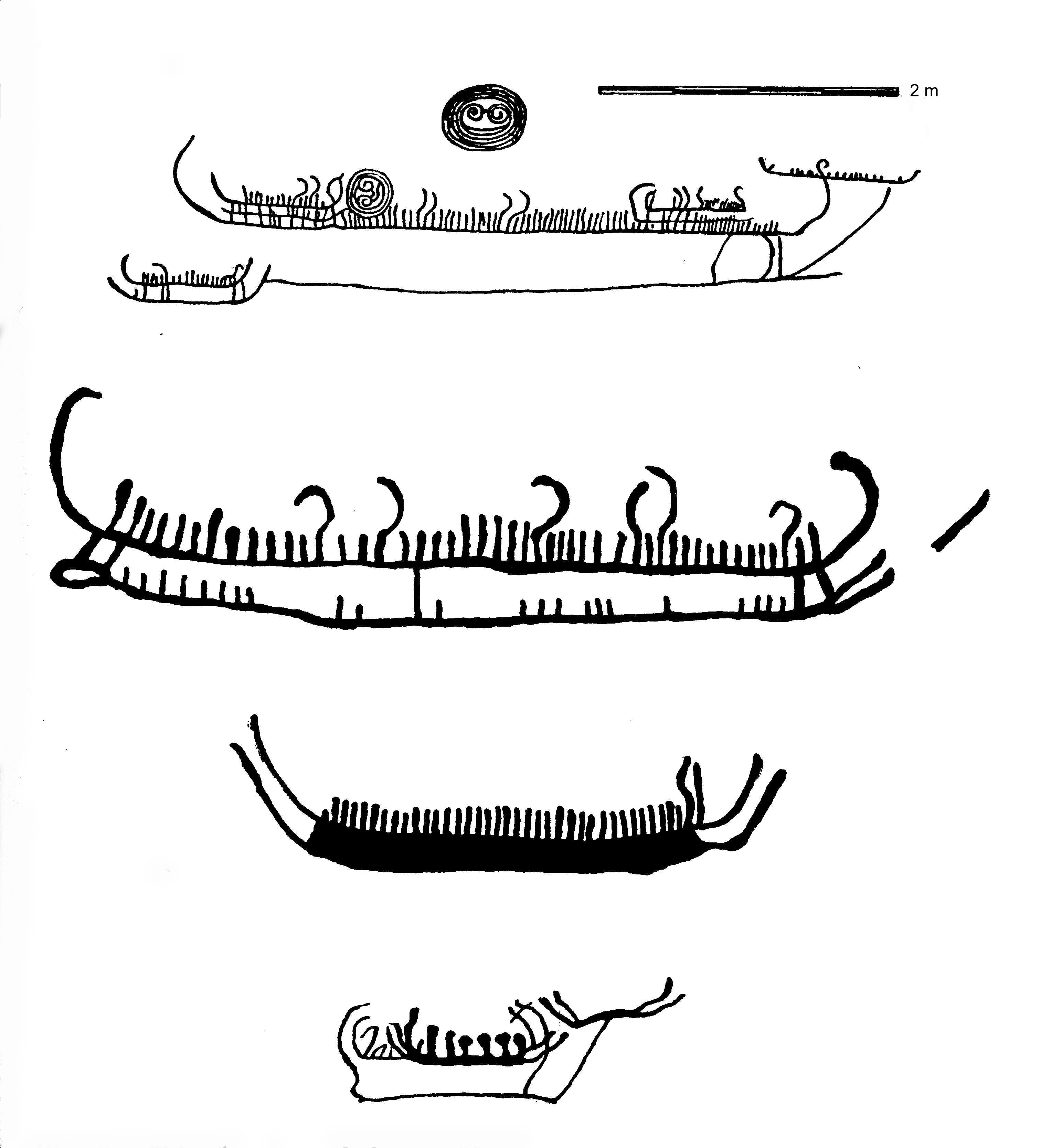
Наскельні зображення типових суден бронзової доби. Виявлено у Бардал, Стейнх'єр, Норвегія

На багатьох наскельних петрогліфах Скандинавської кам'яної і бронзової доби зображені численні кораблі різних розмірів. В той же час, принаймні з часів Скандинавської залізної доби в регіоні набула поширення практика приносити кораблі в жертву як частину церемоніальних жертвоприношень, про що свідчать приклади Йортспринзького та Нидамського човнів.
В епоху вікінгів відбулися перші локальні перетворення торговельних портів в укріплені прибережні міста, виживання та розвиток яких сильно залежали від морських шляхів у Північному та Балтійському морях. Контроль над водними шляхами мав велике економічне та політичне значення, і, отже, кораблі мали великий попит. Через їх надзвичайну важливість кораблі стали ключовим елементом релігії вікінгів, оскільки вони перетворилися на символи влади та доблесті. Монети Хедебю, одна з найдавніших відомих датських валют, несуть зображення кораблів, що демонструє важливість військово-морських суден у цьому регіоні. Завдяки такому культурному та практичному значенню корабель вікінгів став найпотужнішим, передовим військово-морським судном у Європі за часів доби вікінгів.

### Попередники кораблів вікінгів

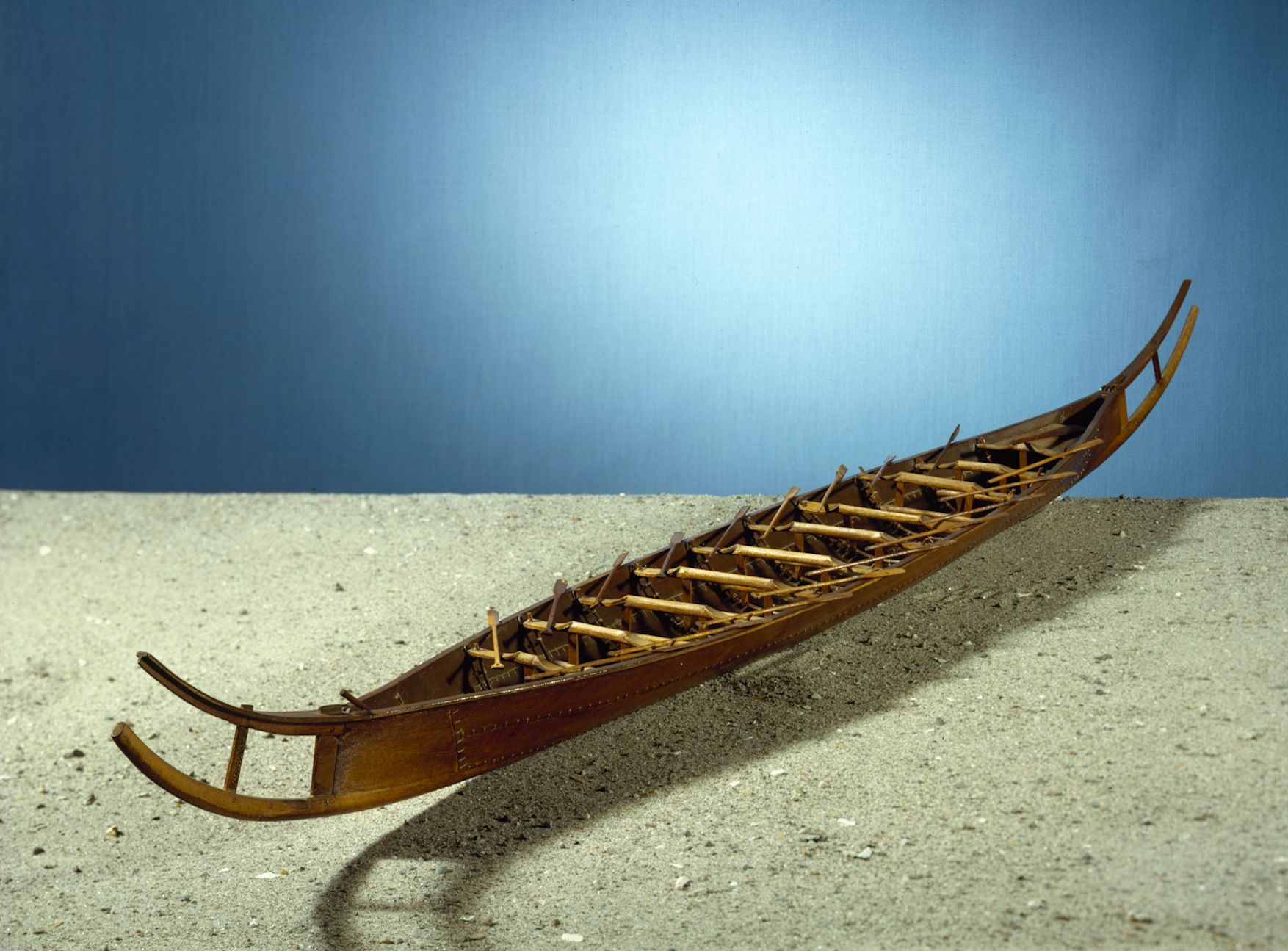
Модель Йортспринзького човна у масштабі 1:50 з Німецького музею у Мюнхені.

Вже за часів бронзової доби петрогліфи в скандинавських країнах, наприклад, наскельний рельєфи в Танумі та в Хяльєстя (провінція Вестманланд) у Швеції та наскельні малюнки в Альті та в Стейнх'єрі в Норвегії зображували човни значних розмірів з екіпажами до 30 осіб.
Із залізної доби походить 19-метровий зшитий Йортспринзький корабель, який було знайдено в Ютландії в Данії і датовано 350 роком до нашої ери. Це найстаріший знайдений дощатий човен у Скандинавії. Корпус цього човна був майстерно виготовлений лише з 7 широких довгих дошок липи, скріплених між собою шкіряними мотузками без використання залізних цвяхів чи скоб.

Дубовий Нидамський човен датується початком IV століття і має 23 метри в довжину та 3,50 метри в ширину. Цей човен був знайдений у 1863 році в ютландському торф'яному болоті поблизу Шлезвіга, в сучасній Німеччині. Дошки обшивки корабля все ще кріпились до шпангоутів за допомогою мотузок, але між собою вже були склепані металевими заклепками. Човен мав 15 пар весел і управлявся за допомогою кермового весла, розташованого збоку човна.

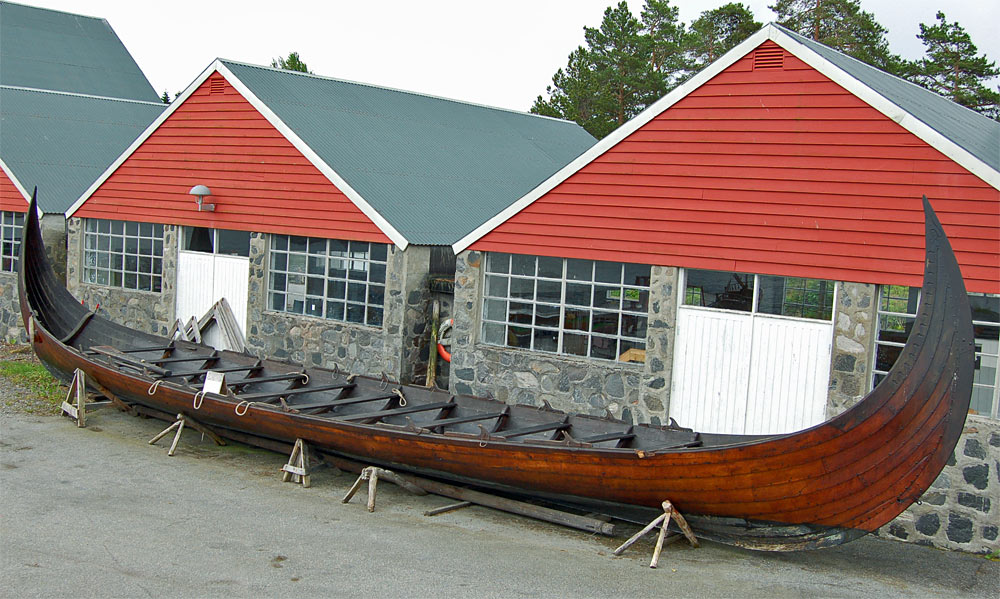
Квалсунський корабель ~700 р.

На Нидамський човен схожий на 100 років старший за нього Галснейський човен — зшитий човен, виявлений у 1896 році в західній Норвегії на острові Галсней. Згідно радіовуглецевому датуванню, човен був виготовлений приблизно в середині V століття і він є одним з найдавніших човнів, виявлених на території Норвегії.
Ця форма видовжених кораблів, призначених для використання в захищених водах (фіордах, річках і озерах) розвивалась до початку доби вікінгів. Археологічним прикладом цього є два Квалсунські кораблі завдовжки 10 і 18 метрів, побудовані приблизно в 700 році. Вони були знайдені в 1920 році в норвезькому фюльке Мере-ог-Ромсдал. Дерев'яні частини Квалсунських кораблів кріпились між собою за допомогою металевих заклепок, дерев'яних шипових з'єднань і мотузок з органічних матеріалів.

### Поховальні кораблі
Видатних представників скандинавського суспільства, як чоловіків, так і жінок іноді ховали на кораблі. Тіло померлого готували й одягали в гарний одяг, а потім перевозили до місця поховання у фургоні, запряженому кіньми. Покійного поміщали на корабель разом із багатьма цінними речами. Коней, собак, іноді рабів і домочадців також могло бути принесено в жертву та поховано разом із покійним. Походження та значення цих звичаїв залишаються невідомими. Було розкопано кілька прикладів поховальних кораблів вікінгів, наприклад, Усеберзький корабель у Норвегії, що містить останки двох жінок, Гокстадський корабель у Норвегії та Лалбійський корабель в Данії.

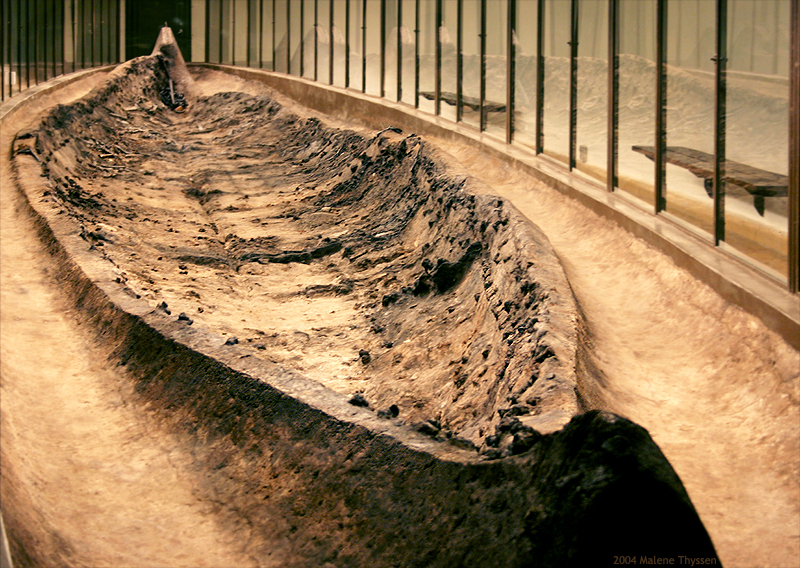
Лалбійський корабель є частиною корабельного поховання, яке збереглося на місці його виявлення, навколо нього побудовано музей

Існують такі літературні джерела, як скандинавські Сага про Скелдунга та Сага про Інглінгів, які описують буквальніші «корабельні поховання», під час яких покійного та поховальні подарунки клали на човен, після чого судно спускають у море, іноді підпалюючи стрілами. Однак Ноткотт Толлер стверджує:
Невідомо напевно, чи такі полум’яні похорони насправді колись мали місце. Важко уявити, що тіло короля та супутні скарби були б просто виштовхнуті в море, де б їм загрожував ризик повернутися на берег або потрапити в руки чужинців чи навіть ворогів, які могли б погано поводитися з останками, а скарби пограбувати.
Поховання кораблів є давньою традицією в Скандинавії, що тягнеться принаймні до скандинавського залізного віку, про що свідчать, наприклад, Йортспринзький човен (400—300 рр. до н. е.) або Нидамський човен (200—450 рр. н. е.). Кораблі та водойми мали велике духовне значення в скандинавських культурах принаймні з Північної бронзової доби.

## Техніка будівництва

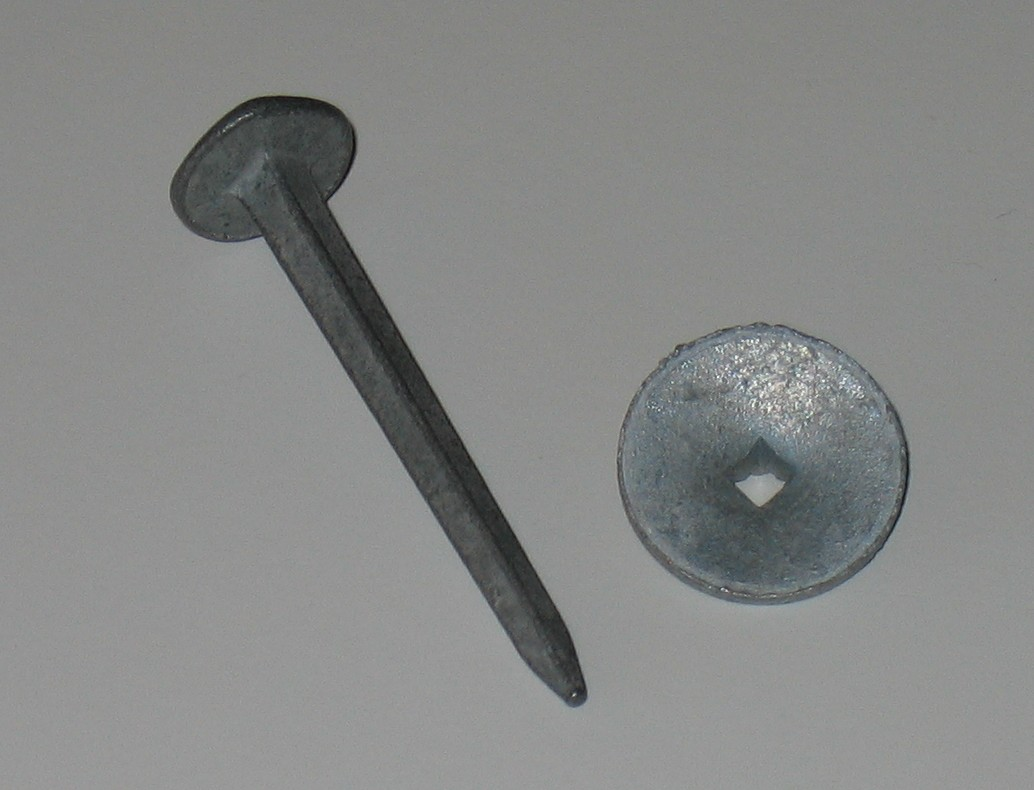
Металеві цвяхи (заклепки), що використовували при будівництві кораблів вікінгів

Кораблі вікінгів відрізнялися від інших суден того часу, загалом вони були придатнішими для мореплавства та легшими. Це було досягнуто завдяки використанню клінкерної (внапусток) технології обшивки корпуса судна. Дошки для будівництва кораблів вікінгів розколювали з стовбурів великих старих дерев — особливо дуба. Оскільки дошки, отримані шляхом розколювання міцніші за розпиляні дошки (які використовували для будівництва човнів пізніше), товщина обшивки корпуса корабля вікінгів могла бути не більше, ніж 2,5 см., що забезпечує міцний, але легкий і гнучкий корпус.
Каркас судна, збудований з міцного дубового кіля та шпангоутів, корабельні майстри обшивали дошками, скріплюючи їх металевими заклепками з кованого заліза та посилювали додатковими опорними ребрами. Кожен ярус дошок обшивки перекривав нижній на декілька сантиметрів, а для гідроізоляції швів між дошками їх конопатили просмоленим клоччям або грубою вовною.
Традиційна скандинавська техніка клінкерної обшивки корпуса дозволяла будувати дуже великі судна. Не були рідкістю кораблі завдовжки понад 30 метрів, що могли одночасно перевозити 100 воїнів.
На початку доби вікінгів відкриті кочети для весел були замінені весловими портами в бортах, що забезпечило краще збереження весел і ефективніші кути для веслування. Найбільші кораблі тієї епохи могли рухатися зі швидкістю 5-6 вузлів за допомогою весл і до 10 вузлів під вітрилом.

## Навігація

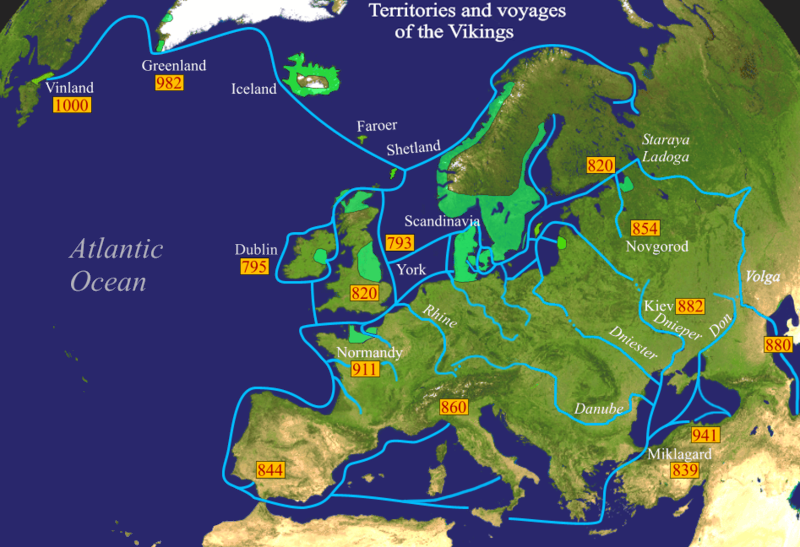
Маршрути плавань вікінгів

Завдяки технологічним удосконаленням вікінги почали здійснювати дедалі більше океанських подорожей, оскільки їхні кораблі були придатнішими для мореплавства. Однак для того, щоб плавати в океанських водах, вікінгам потрібно було розробити методи відносно точної навігації. Найчастіше лоцман користувався традиційними знаннями, щоб встановити курс судна. По суті, вікінги просто використовували попереднє знайомство з припливами, часом плавання та орієнтирами, щоб прокладати курси. Наприклад, вчені стверджують, що спостереження за китом дозволяло вікінгам визначити напрямок корабля. Оскільки кити харчуються у дуже поживних водах, які зазвичай зустрічаються в регіонах, де глибоководні течії підштовхнули до мілководних ділянок, спостереження кита функціонувало як сигнал про те, що суша близько.

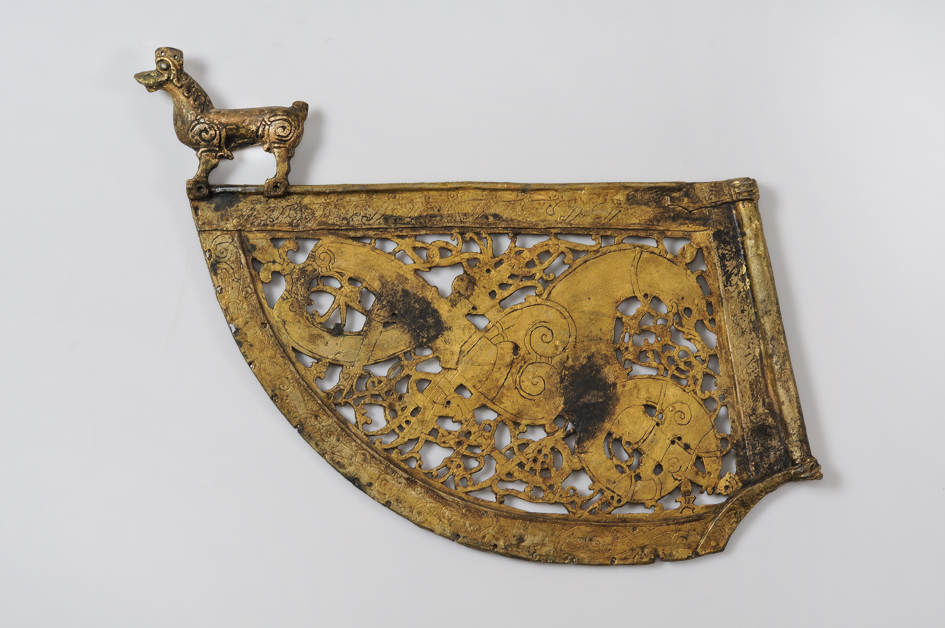
Флюгер Содерала, імовірно, колись використовували на кораблі вікінгів

. З іншого боку, деякі вчені припускають, що вікінги також розробили досконаліші засоби навігації, такі як використання сонячного компаса. Дерев'яний напівдиск, знайдений на берегах Нарсарсуак, Гренландія, спочатку, здавалося, підтверджував цю гіпотезу. Однак подальше дослідження об'єкта виявило, що щілини, вписані в диск, розташовані непропорційно, і тому об'єкт насправді не міг функціонувати як точний компас. Швидше було припущено, що інструмент є «диском для сповіді», який використовують священики для підрахунку кількості сповідей у своїй парафії. Подібним чином дослідники та історики постійно обговорюють використання сонячного каменю в навігації вікінгів. Оскільки сонячний камінь здатний поляризувати світло, це вірогідний метод визначення напрямку. Показуючи, в якому напрямку коливаються світлові хвилі, сонячний камінь має потенціал показувати положення сонця, навіть коли сонце закрите хмарами. Камінь змінює колір на певний, залежно від напрямку хвилі, але лише тоді, коли об'єкт тримається в зоні прямого сонячного світла. Таким чином, більшість вчених сперечаються про надійність і правдоподібність використання навігаційного інструменту, який може визначати напрямок лише в таких обмежених умовах.
У сагах про вікінгів регулярно розповідається про подорожі, під час яких вікінги страждали від того, що були «хафвілла» (збентежені) — подорожі в тумані або при поганій погоді, під час яких вони повністю втрачали орієнтування. Ці описи свідчить про те, що вони не використовували сонячний камінь, коли сонця не було видно. Крім того, той факт, що таке ж здивування могло виникнути, коли вітри стихли, свідчить про те, що вікінги покладалися для навігації на домінуючі вітри, що і очікувалося, якщо їхні навички залежали головним чином від традиційних знань.

## Рибальські та торгові кораблі

### Фарінг

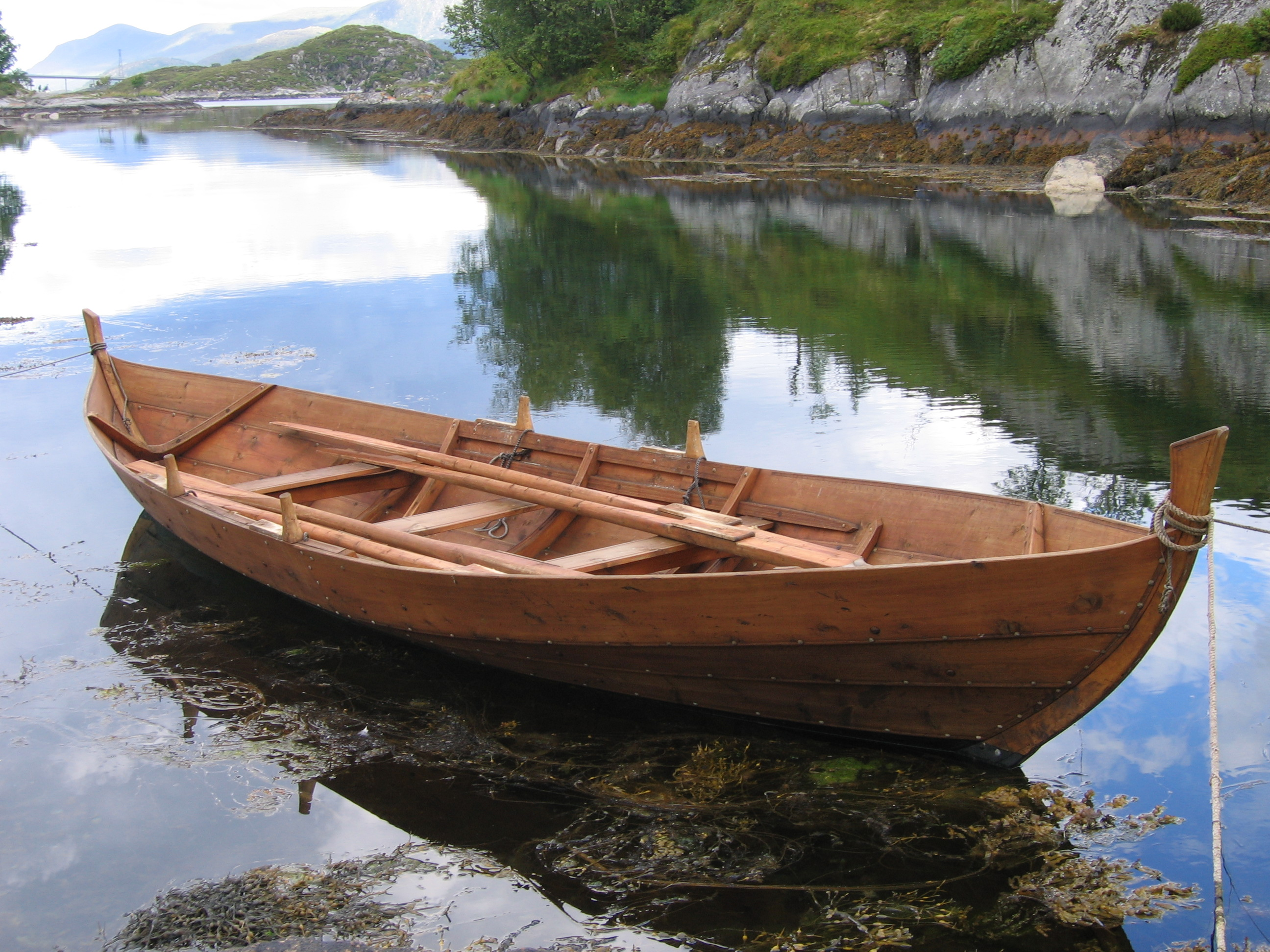
Фарінг в прибережному музеї Herøy, Møre og Romsdal, Норвегія.

Фарінг — невеликий відкритий гребний човен завдовжки до 5-6 метрів із двома парами весел, який починаючи з доби вікінгів зустрічається в більшості традиційних районах човнобудування в Західній і Північній Скандинавії. Попередники човнів типу фарінг були знайдені у похованнях Гокстадського і Тунського кораблів. Як і у випадку з кораблями вікінгів більших розмірів, такі допоміжні судна будувались настільки легкими, що екіпаж його веслярів міг спокійно транспортувати човен по суші.

### Бірдин
Невелике торгове судно типу бірдин було певною мірою зменшеною версією кнора, за розмірами навіть менша за карв, який також іноді використовували як торгове судно. Бірдин вужчий і коротший за ці кораблі, його довжина не перевищувала 12 метрів, і крім екіпажу міг перевозити вантаж 4,5 тони. Екіпаж судна складав від 10 до 20 осіб.

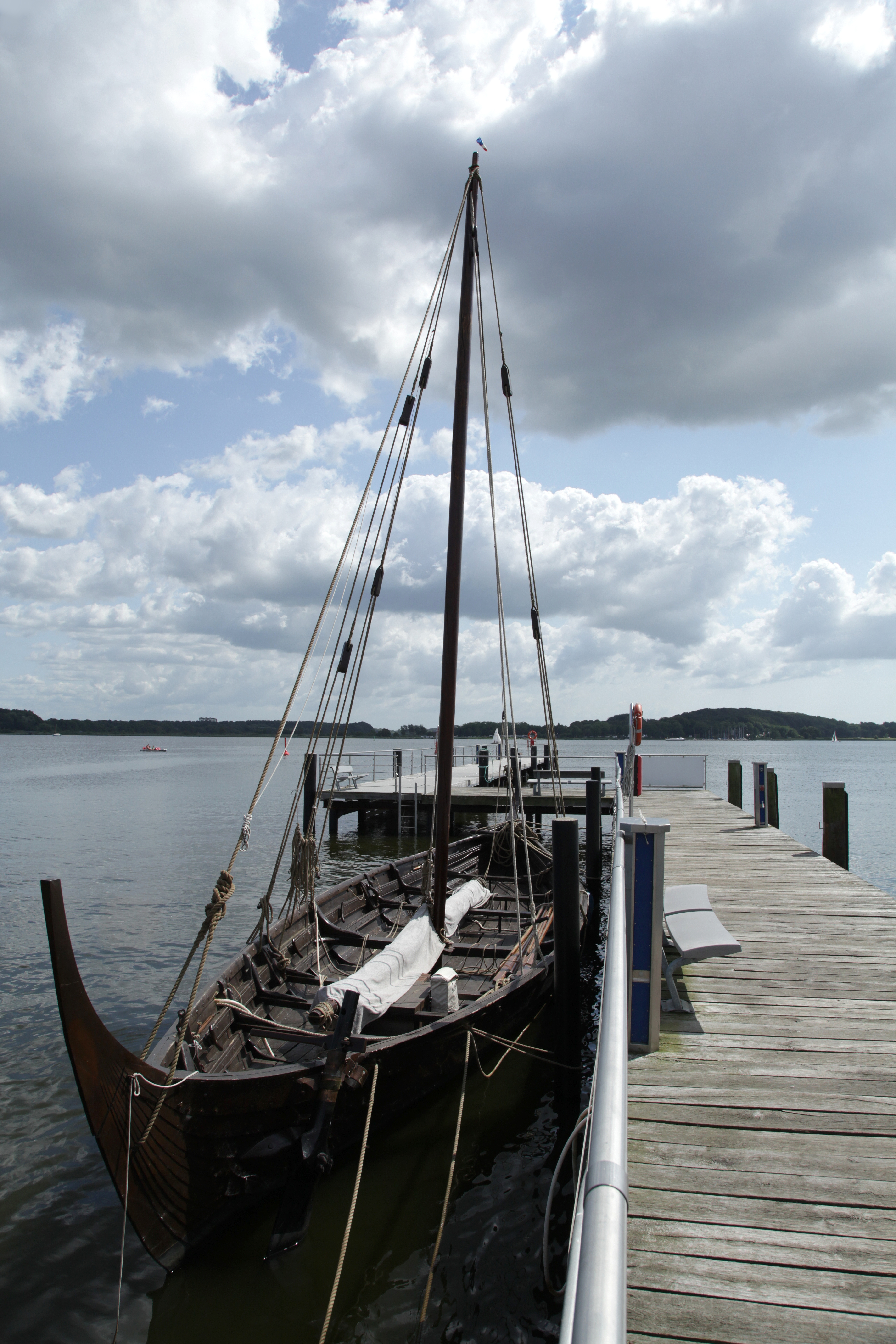
Sigyn — сучасна репліка корабля доби вікінгів типу бірдинг Скулелев-3

По дизайну він був чимось середнім між напівторговельним, напіввійськовим карвом і суто вантажним судном кнор. На носі і кормі влаштовували палуби для зберігання під ними товарів, тоді як центральна частина судна залишилась відкритою. Бірдин вважався дуже швидким завдяки великій площі вітрил і використанню морських форм з дуже гострими носом і кормою.
Вважається, що прикладом бірдина є Скулелев-3, невелике торгове судно, що року ходило вздовж узбережжя Данії та Балтійського моря і близько 1040 року було затоплене в Роскілле-фіорді в Данії. Розкопане в 1962 році і з 1969 року зберігається в Музеї кораблів вікінгів у Роскілле.

### Кнор
Кнор — скандинавський термін для кораблів, побудованих для перевезення вантажів. Досягали довжини близько 16 метрів і ширини в міделі 4,5 м. Корабель міг перевозити до 24 тон товарів при повній водотоннажності до 50 тон. Кнори були кортшими за військові довгі кораблі Гокстадського типу, але мали міцнішу конструкцію і потребували значно меншого екіпажу, оскільки при плаванні покладались здебільшого на вітрила, а не на весла, які використовували лише як допоміжні засоби для маневрування чи для руху за відсутності вітру. Через це кнор використовували для тривалих подорожей, океанських перевезень і небезпечніших подорожей, ніж військові довгі кораблі. Кнор міг долати за один день до 120 кілометрів і містив екіпаж приблизно з 20–30 осіб. Кнори регулярно перетинали Північну Атлантику в епоху вікінгів, перевозячи худобу та товари до та з Гренландії та островів Північної Атлантики. Конструкція кнорів згодом вплинула на конструкцію середньовічних когів, які використовував у Балтійському морі Ганзейський союз. Прикладами кнорів доби вікінгів є корабель Скулелев-1, який був розкопаний у Данії в 1962 році і датується приблизно 1030 роком нашої ери, і Аскегарський човен, який був знайдений у Швеції в 1933 році і датується приблизно 930 роком нашої ери.

## Військові «Довгі кораблі»

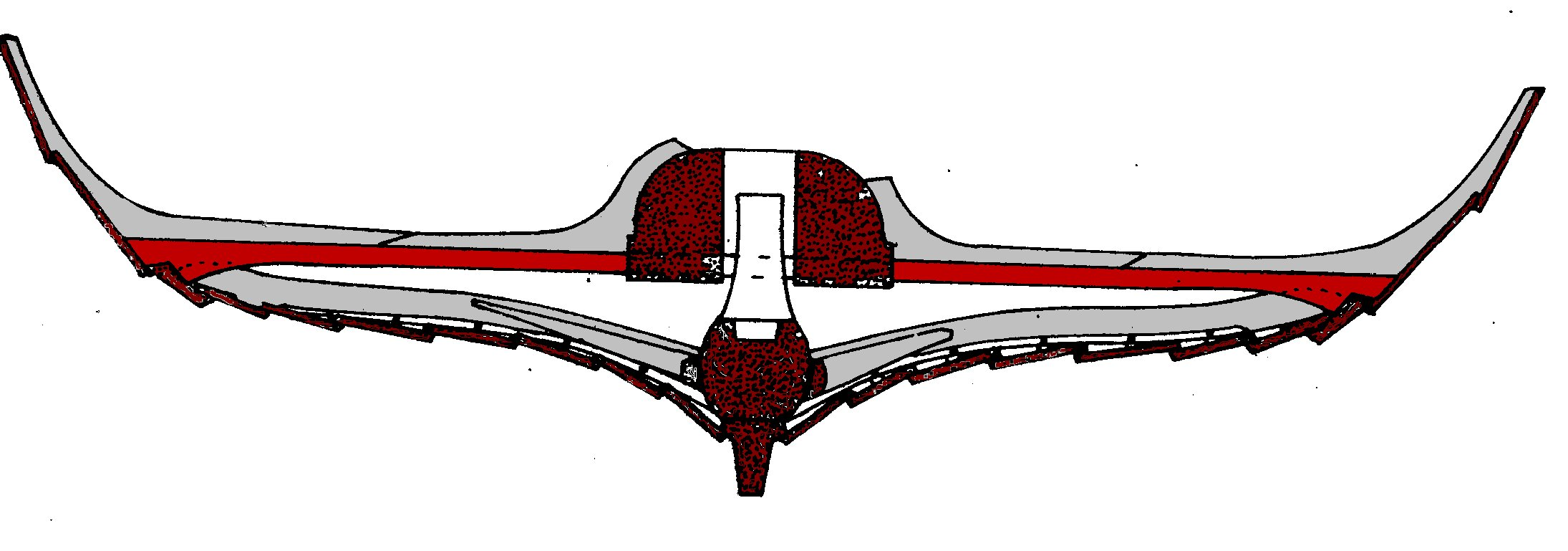
Розріз в міделі довгого корабля

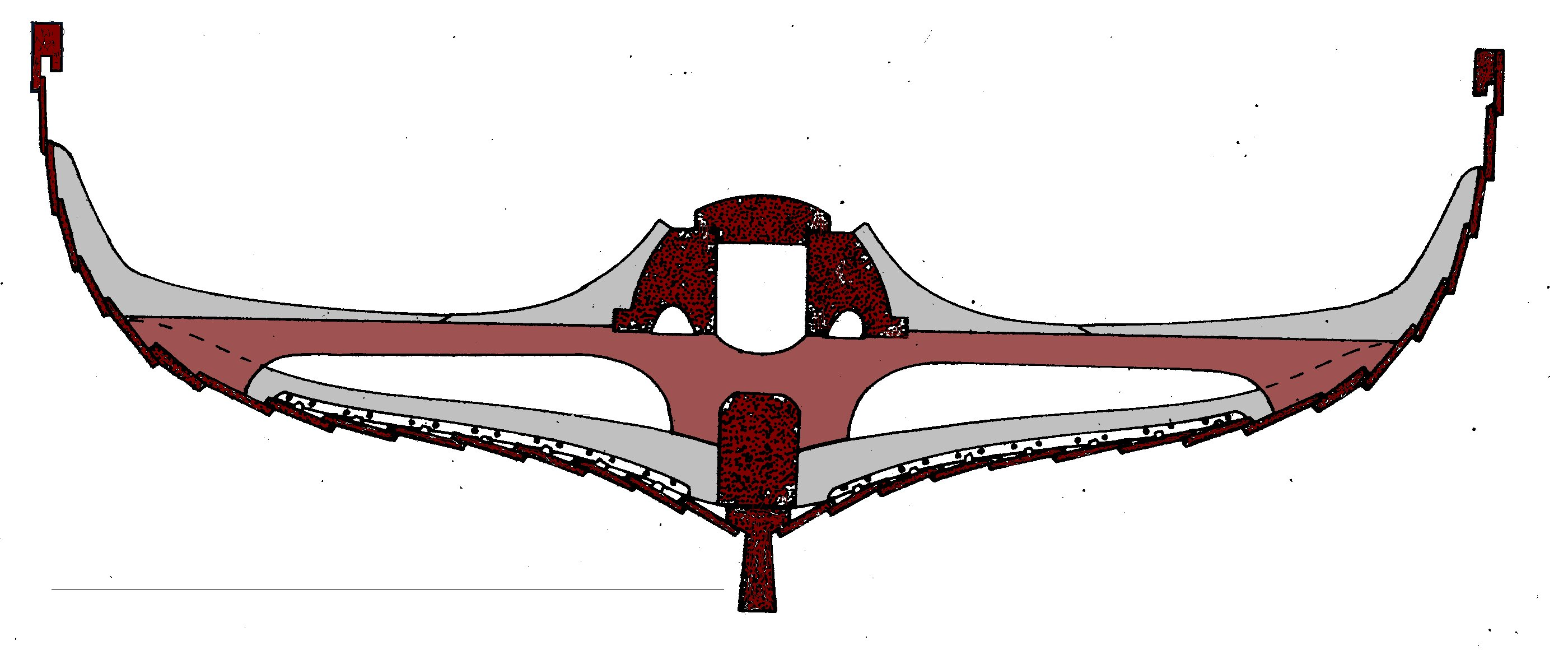
Розріз в міделі торгового корабля типу кнор

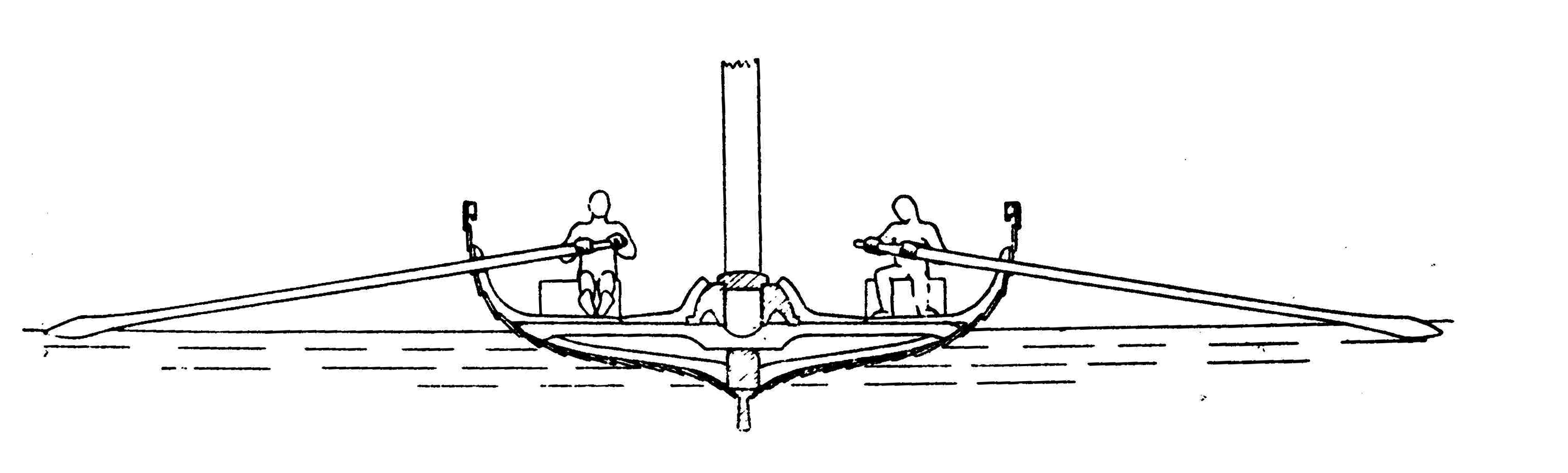
Розміщення гребців в човні

Довгі кораблі були військово-морськими суднами, що під час доби вікінгів використовували для війни та грабіжницьких рейдів. На прикладі Нидамського човна IV століття та Квалсунського корабля VIII століття можна побачити, що конструкція довгих кораблів розвивалася в Скандинавському регіоні протягом багатьох століть до початку доби вікінгів, а характерні деталі будівництва та зовнішній вигляд цих кораблів зберігаються в скандинавських традиціях суднобудування до наших днів. Середня швидкість кораблів вікінгів була різною, але знаходилась в діапазоні від 5 до 10 узлів (9-19 км/код), а максимальна швидкість довгого корабля за сприятливих умов становила близько 15 узлів (28 км/год).
Довгий корабель — це витончений, довгий, вузький, легкий дерев'яний човен з невеликою осадкою, уся конструкція якого призначена для досягнення більшої швидкості. Мала осадка судна дозволяла плавати у водах глибиною лише один метр і дозволяла висаджуватися на берег, а його невелика вага дозволяла перевозити його через волоки. Довгі кораблі також мали подвійний гострий кінець і симетричні ніс і корма дозволяли кораблю швидко змінювати напрямок ріху без необхідності розвертатися. Довгі кораблі були передусім весельними суднами і оснащувались веслами майже по всій довжині самого човна. Пізніші версії довгих кораблів додатково озброювались однією зйомною щоглою з прямим прямокутним вітрилом, яке використовували для заміни або доповнення зусиль веслярів, особливо під час довгих подорожей.
Довгі кораблі були втіленням скандинавської військово-морської могутності того часу і були високо цінованим майном. Зазвичай довгий корабель перебував у спільній власності прибережних фермерів, які у випадку військового конфлікту формували його екіпаж. Кораблі також могли виготовлятись на замовлення королів чи вождів вікінгів, які прагнули сформувати у своєму розпорядженні могутні військово-морські сили. Незважаючи на те, що скандинави використовували довгі кораблі для ведення війни, зокрема для морських битв флотилій кораблів, немає описів морської бойової тактики, як-от таран тощо. Натомість кораблі інколи з'єднувалися разом у бою, щоб утворити стійку платформу для ведення бойових дій піхоти. Франки називали довгі кораблі вікінгів кораблями-драконами (drakuskippan), оскільки вони мали ніс у формі дракона.
Довгі кораблі можна класифікувати на кілька різних типів, залежно від розміру, деталей конструкції та престижу. Найпоширенішим способом класифікації довгих кораблів є кількість пар весел (гребних місць) на борту. Типи довгих кораблів варіювалися від найменших карвів з 13 гребними лавками до найдовших скейдів, деякі з яких мали до 34 пар весел.

### Карв

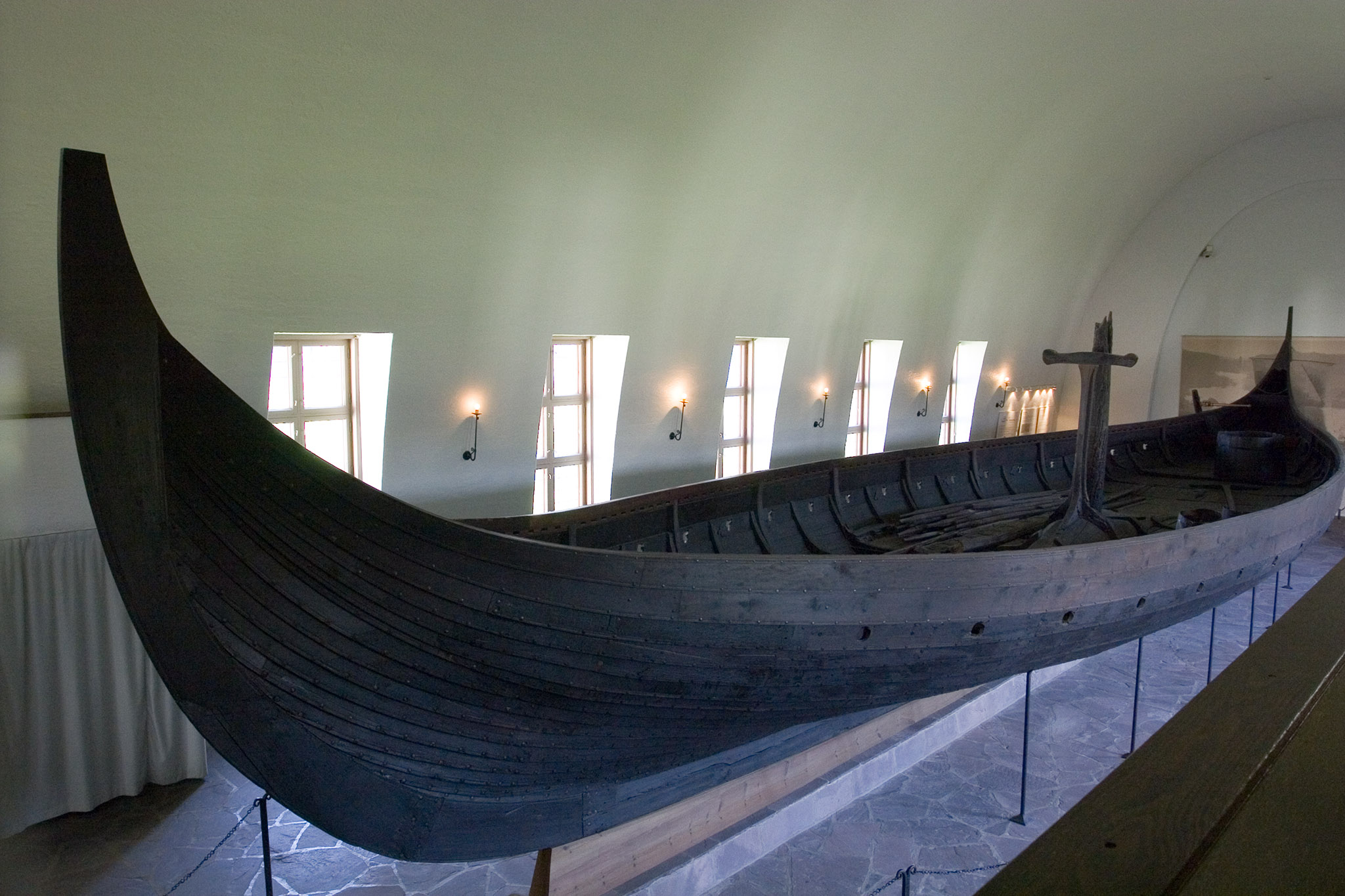
Карв (Гокстадський корабель) в Музеї кораблів вікінгів в Осло, Норвегія

Карв (норв. Karv(e)) або карфі (давньосканд. Karfi) — найменше судно, яке відноситься до «довгих кораблів». Відповідно до Закону Гулатинга X століття, корабель із 13 парами весел є найменшим кораблем, придатним для військового використання. В той же час до карвів відносяться кораблі із 6-16 парами весел і найбільші з них підпадали під визначення військових. Ці кораблі вважалися кораблями «загального призначення», які в переважно використовували для представницьких круїзів, риболовлі та торгівлі, але іноді їх використовували й для військових цілей.
Карв був невеликим типом довгого корабля вікінгів із широким корпусом, дещо схожим на кнарр. У той час як більшість довгих кораблів мали співвідношення довжини до ширини 7:1, пропорції карвів були менш видовжені і ближчі до співвідншення 9:2. Відомим археологічним прикладом корабля типу карв є Гокстадський корабель, побудований приблизно наприкінці IX століття і розкопаний у 1880 році Ніколаєм Ніколайсеном. Це було приблизно 23-метрове судно з 16 парами весел.

### Снекья

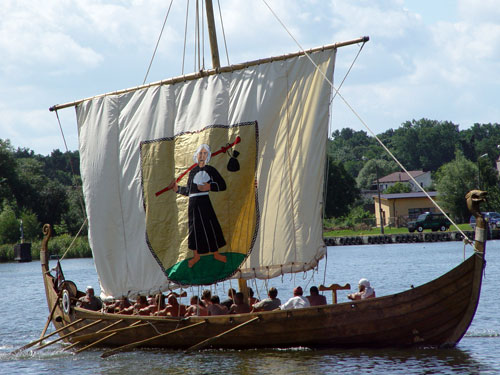
Повномасштабна копія снекья вікінгів в Моронгу, Польща

Снекья (snekkja або snekke) — довгий корабель середніх розмірів, який використовували у війні, і який класифікують як корабель із принаймні 20 парами весел (гребними лавками). Типовий снекья міг бути 17 м завдовжки і 2,5 м завширшки з осадкою лише 0,5 м. Його екіпаж складався з приблизно 41 чоловіків (40 веслярів і один стерновий).
Снекья були одним з найпоширеніших типів кораблів. Відповідно до історії вікінгів, Канут Великий використовував 1200 кораблів такого типу у Норвегії в 1028 році.
Норвезькі кораблі снекья, призначені для глибоких фіордів і атлантичної погоди, зазвичай мали більшу осадку, ніж датські кораблі, призначені для більш мілких заток і піщаних пляжів. Снекья були настільки легкими, що їм не були потрібні порти – їх можна було просто витягнути на берег або навіть транспортувати по берегу волоком.
Після завершення доби вікінгів снекья продовжували розвиватися, причому пізніші норвезькі зразки стали більшими та важчими за кораблі часів вікінгів. Сучасну версію все ще використовують у Скандинавії, і тепер вона називається snipa шведською мовою та snekke норвезькою.

### Скейд

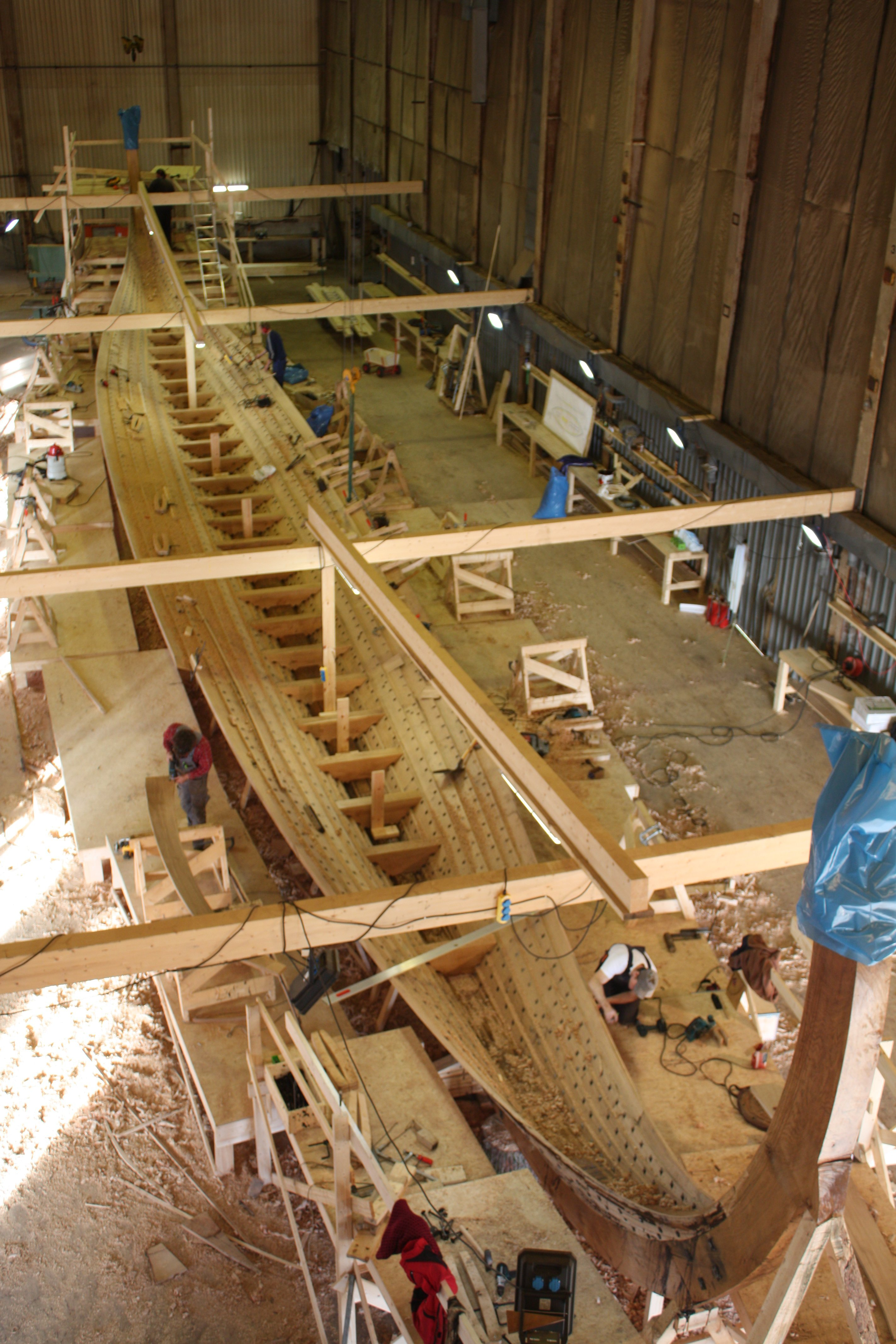
Будівництво 35-метрової репліки скейда Draken Harald Hårfagre

Скейд (skeið) — великі військові кораблі, що мали понад 30 пар весел (гребних лавок). Кораблі цього типу є одними з найбільших дотепер знайдених довгих кораблів. Декілька таких кораблів виявили датські археологи в Роскілле під час розкопок в Роскілле-фіорді в 1962 і 1996-97 роках. Корабель Скулелев-2, відкритий у 1962 році, є дубовим довгим кораблем типу скейд. Вважається, що він був побудований в районі Дубліна приблизно в 1042 році. Скулелев-2 мав близько 30 пар весел, міг перевозити екіпаж приблизно з 70-80 осіб і був трохи менше 30 м завдовжки. У 1996—1997 роках археологи виявили в гавані Роскілле залишки ще одного корабля. Це судно, датоване приблизно 1025 роком, отримало назву Роскілле-6 і має 37 м завдовжки та є найдовшим дотепер знайденим кораблем вікінгів.
Музей кораблів вікінгів у Роскілле керував проєктом створення репліки корабля Скулелев-2, що отримала назву «Морський жеребець із Глендалоу» (дан. Havhingsten fra Glendalough), вартістю 1,34 мільйона євро. Проєкт тривав із серпня 2000 року по вересень 2004 року і включав майже 40 000 годин праці. Влітку 2007 року «Морський жеребець» здійснив плавання з Роскілле в Дублін, повторюючи плавання оригінального корабля і в 2008 році повернувся назад.
У 2012 році у Норвегії був спущений на воду 35-метровий довгий корабель типу скейд під назвою Draken Harald Hårfagre. Його збудували з нуля фахівці, використовуючи оригінальні методи вікінгів та експериментальні археологічні методи.

### Дракар

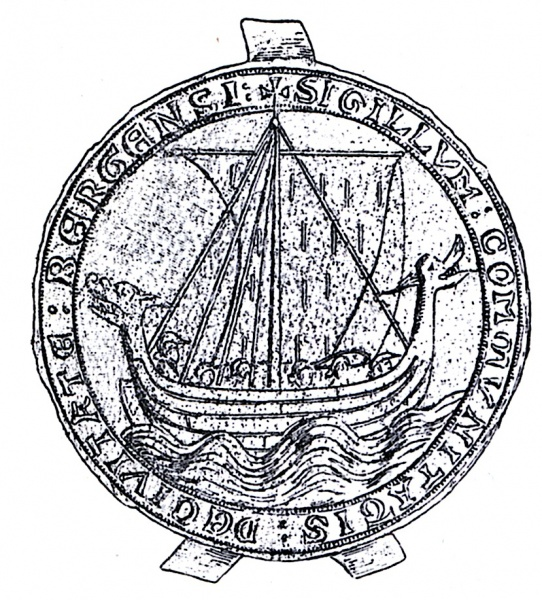
На міській печатці Бергена зображено довгий корабель вікінгів — можливо, дракар.

Дракар (Drakkar або dreki — «судно-дракон») — тип корабля з тридцятьма гребними лавками й більше, які відомі лише з історичних джерел, таких як Сага про Ґонґу-Грольфа XIII століття і жодного разу не були підтверджені археологічно. В сагах ці судна описуються як надзвичайно вишукані і багато прикрашені кораблі, які використовували для війни та грабіжницьких набігів. Ймовірно, ці кораблі були скейдами, які відрізнялися лише розміщеними на штевнях зображеннями грізних звірів, таких як дракони та змії.
Найпершим згаданим дракаром був корабель невстановлених розмірів, що належав Гаральду Прекрасноволосому в X столітті.  Першим дракаром, розмір якого згадується в джерелі, був Tranann з 30 парами весел Олафа Трюггвасона, побудований у Нідаросі приблизно в 995 році.  Найвідомішим у цей період став його пізніший корабель Ormrinn Langi («Довгий змій») із 34 парами весел, побудований протягом зими 999—1000 років і зігравший повідну роль в морській битві під Сволдером. Під час археологічних розкопок не було знайдено справжнього корабля-дракона, описаного в сагах.
Міська печатка Бергена, створена в 1299 році, зображує корабель із головою дракона на обох кінцях, що може представляти корабель типу дракар.

## Археологічні знахідки
Протягом останніх двох століть були знайдено багато оригінальних кораблів вікінгів, але лише деякі з них були у відносно доброму збереженому стані. Кораблі вікінгів були знайдені в корабельних похованнях на суші, а також затопленими в морі в результаті навмисних дій або кораблетрощ. Найвідомішими археологічними знахідками є Гокстадський, Усеберзький та Тунський кораблі — поховальні кораблі, виявлені у Норвегії між 1867 і 1904 роками, що демонструються в Музеї кораблів вікінгів в Осло, а також п'ять Скулелевських кораблів і корабель Роскілле-6, які були знайдені під час розкопок в Роскілле-фіорді в Данії 1962 і 1996-97 роках відповідно і демонструються в Музеї кораблів вікінгів в Роскілле та інших музеях Данії.
До найвідоміших археологічних знахідок кораблів вікінгів відносяться:

### Норвегія

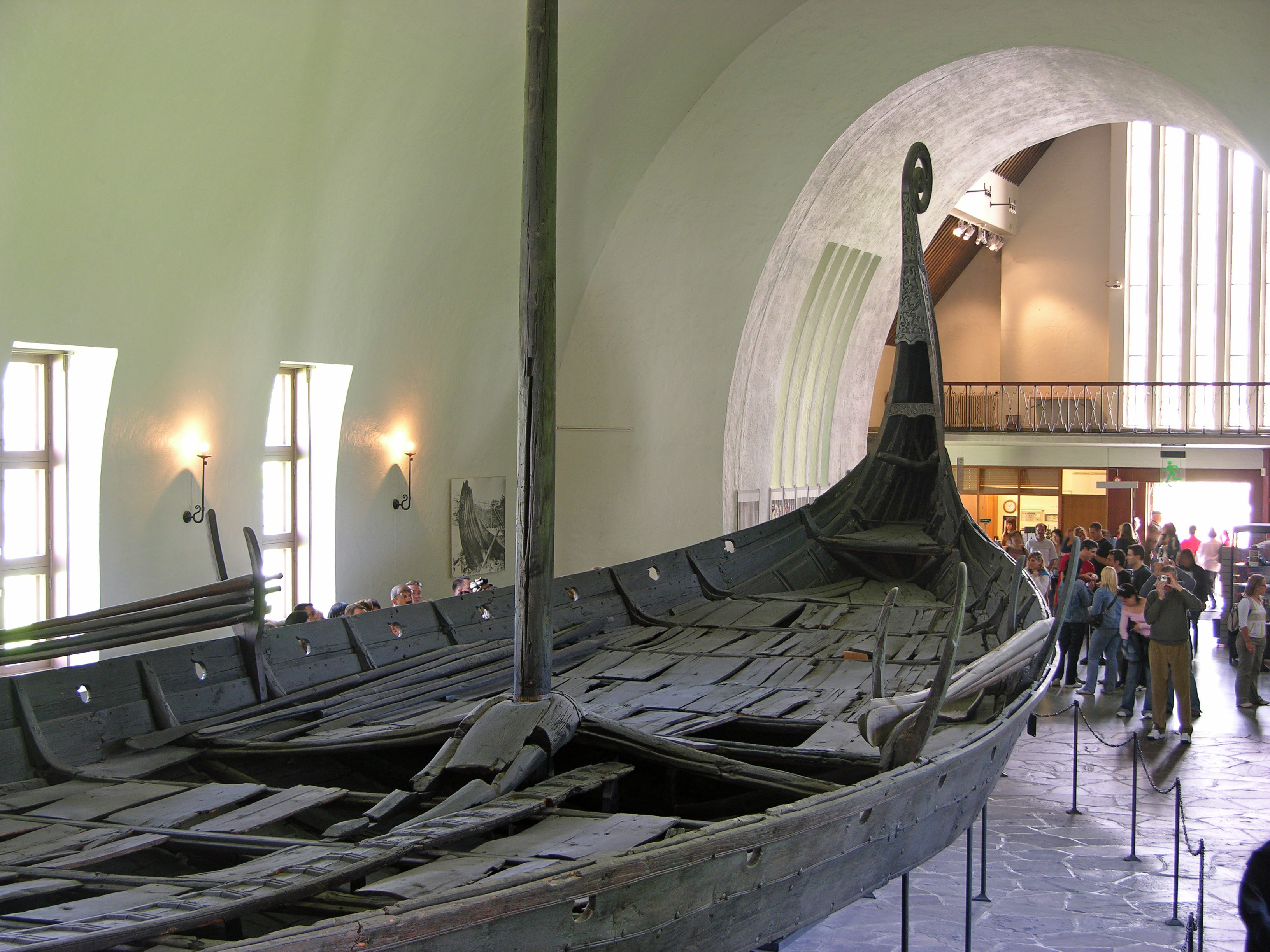
Залишки Усеберзького корабля в Музеї кораблів вікінгів (Осло)

- Квалсунський корабель — судно збудоване в ~790 році, завдовжки ~18 м;
- Усеберзький корабель — поховальний корабель, збудований в ~825 році, завдовжки ~21,5 м;
- Гокстадський корабель — поховальний корабель, збудований в ~890 році, завдовжки ~23,3 м;
- Миклебюстський корабель — поховальний корабель, збудований в ~880 році, завдовжки ~30 м;
- Тунський корабель — поховальний корабель збудований в ~900 році завдовжки ~18,7 м.
- Єллестадський корабель[no] — поховальний корабель завдовжки ~21 м. Побудований у Норвегії близько 732 року, був виявлений у 2018 році. У грудні 2022 року завершили розкопки, а залишки кіля проходять консервацію[31][32].
- Ставангерський корабель — дубовий корабель, виявлений в 2022 році поблизу міста Ставангера в норвезькому районі Ругаланн, збудований в ~770 році, завдовжки ~ 22 м. За формою та розмірами судно нагадує Усеберзький корабель.

### Данія

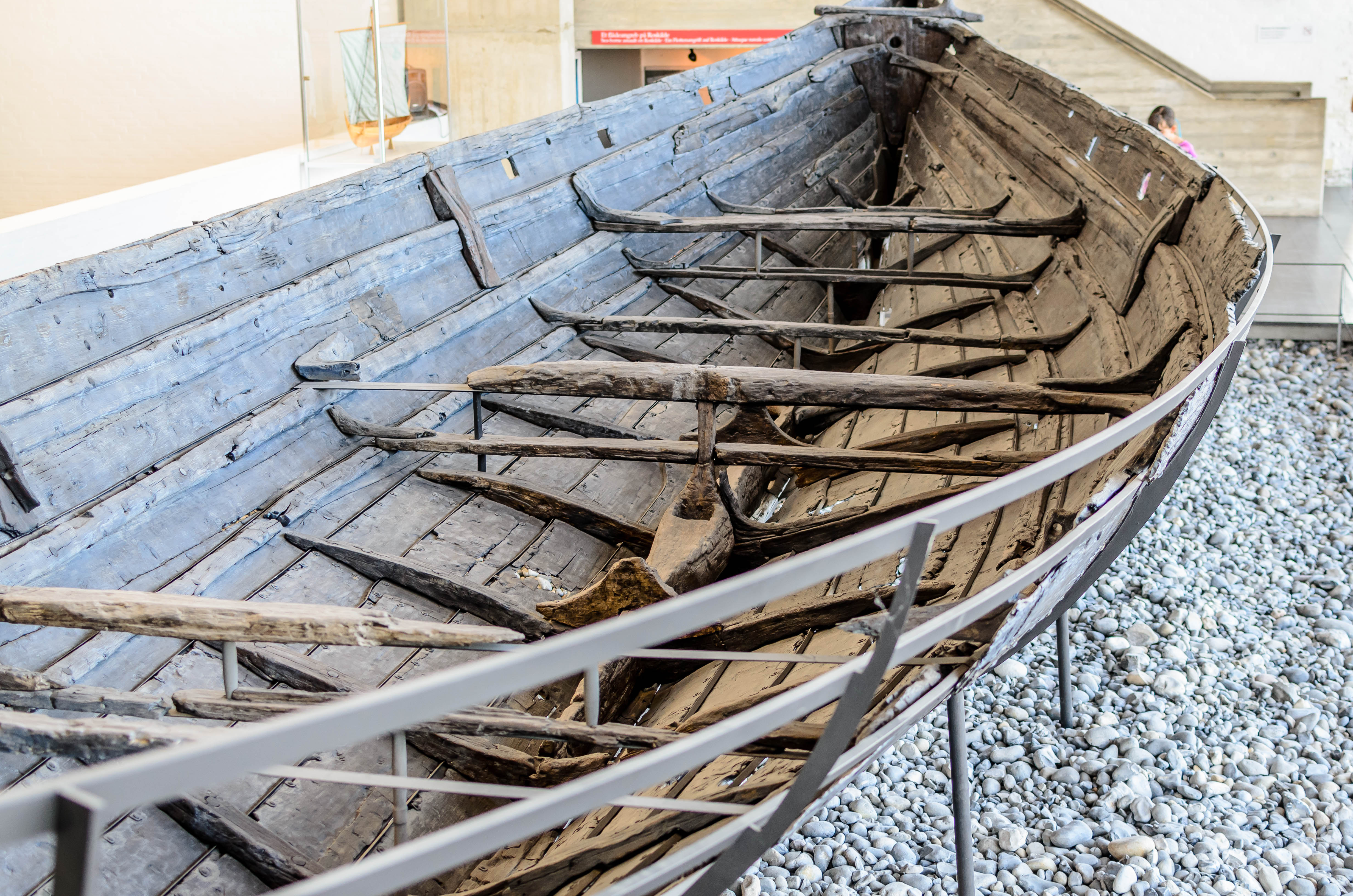
Залишки корабля Скулелев-3 в Музеї кораблів вікінгів (Роскілле)

- Роскілле-6 — судно збудоване в ~1025 році, найдовший відомий корабель вікінгів завдовжки ~37 м;
- Лалбійський корабель — поховальний корабель, збудований в ~1135 році, завдовжки ~22 м;
- Скулелевські кораблі — п'ять кораблів, знайдених затопленими в одному місці, завдовжки від 11,2 до 30 м;
- Еллінзький човен — транспортний судно вікінгів типу кнор ~1160 року, завдовжки ~14,5 м[33].

### Швеція
- Аскегарський човен — вантакжне судно, збудований в ~930 році, завдовжки ~13 м;

### Фінляндія
- Лапурський корабель[fi] — судно датується ~1250—1300 роками, періодом після доби вікінгів

### Німеччина
- Хедебю-1 — довгий корабель, що був використаний як брандер під час нападу в 1050 році, оціночно завдовжки ~26-32 метри;
- Хедебю-3 — досліджено, але ще не розкопане вантажне судно, побудоване ~1030 р., завдовжки ~22 м. За розмірами навіть більше, ніж кнор Скулелев-1.

### Естонія
- Кораблі Сальме[et] — два судна, що датуються ~700—750 роками, періодом, що передував добі вікінгів, завдовжки 11,5 та 17 м.

## Репліки кораблів вікінгів

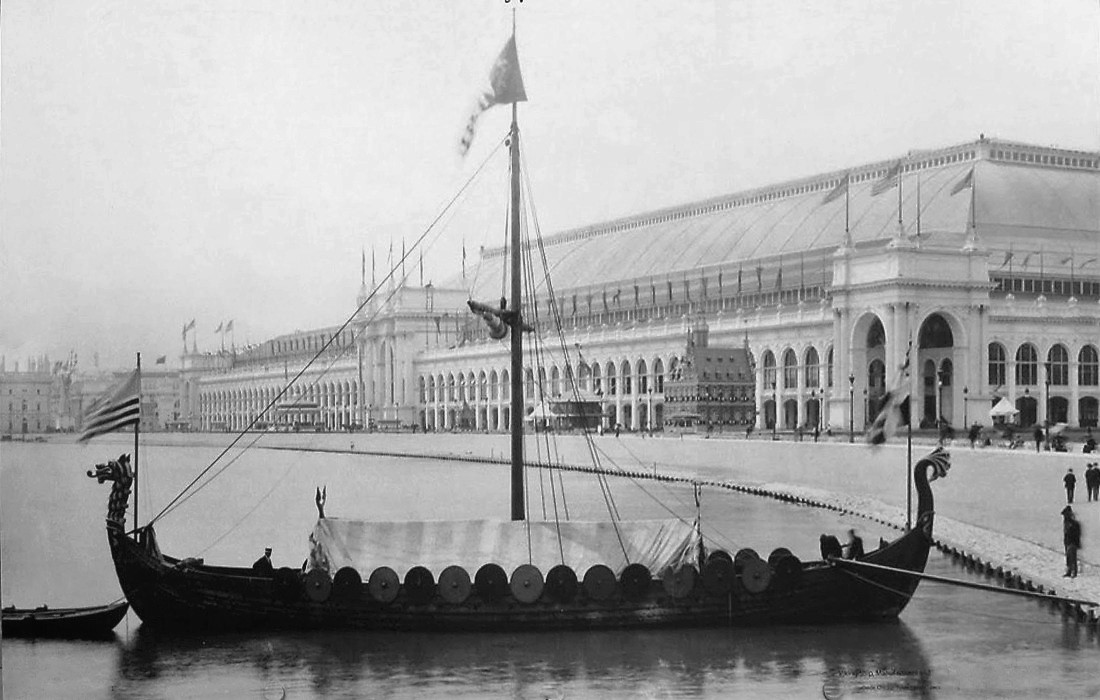
Viking — репліка Гокстадського корабля на Всесвітній виставці, Чикаго, 1893 рік

Археологічні знахідки дозволи провести якісні реконструкції різних типів історичних кораблів вікінгів і копії кораблів вікінгів стали одними з найпоширеніших типів реплік кораблів.
Найперша репліка кораблів вікінгів була збудована для Всесвітньої виставки в Чикаго 1893 року. Репліка Гокстадського корабля під назвою Viking була побудована на корабельні Rødsverven у Сандефіорді, Норвегія. Під керівництвом капітана Магнуса Андерсена він перетнув Північну Атлантику прямо з Бергена в Норвегії до Ньюфаундленда в Канаді, звідки через Нью-Йорк піднявся вверх по Гудзону до Великих озер і Чикаго. Подорож здійснювалася без проміжних зупинок в Ісландії чи Гренландії та відбувалася без супроводу, буксирувальної допомоги та майже без використання весел. Плавання тривало 28 днів і репліка корабля показала себе відмінно, незважаючи на погану погоду. Viking йшов зі швидкістю в 10, іноді навіть 11 вузлів.
У Північній Європі та Північній Америці існує значна кількість сучасних реконструкцій кораблів епохи вікінгів. Музей кораблів вікінгів у Роскілле в Данії є особливо плідним у створенні точних реконструкцій археологічних знахідок у своїй колекції.
28 серпня 2024 року у Північному морі, під час експедиції з Фарерських островів до Норвегії перекинулась і затонула репліка корабля вікінгів «Naddoddur». Серед шістьох пасажирів на борту вціліло п'ятеро. 29-річна американська археологиня Карла Дана загинула.

## Галерея

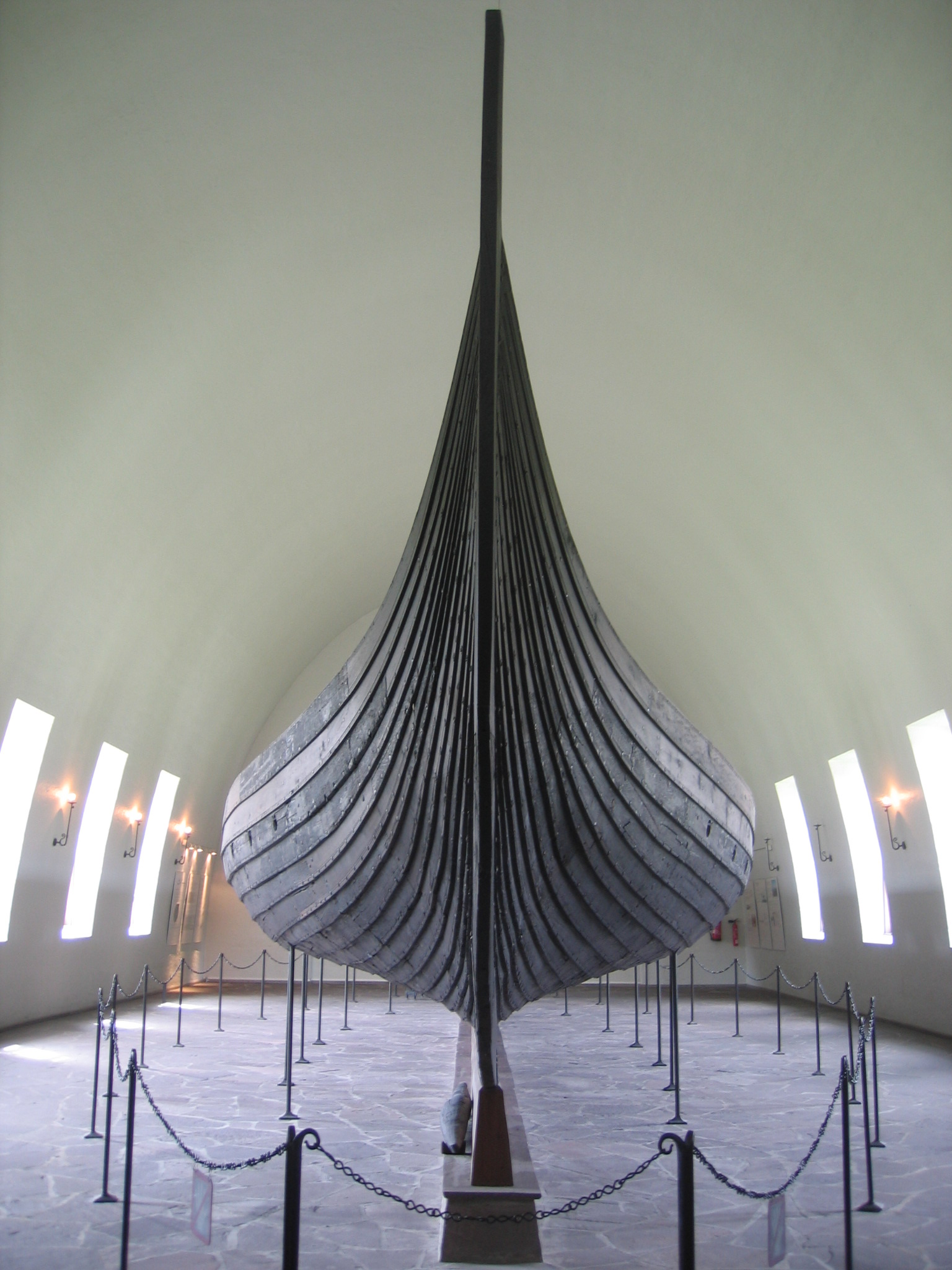
Гокстадський корабель, вид спереду
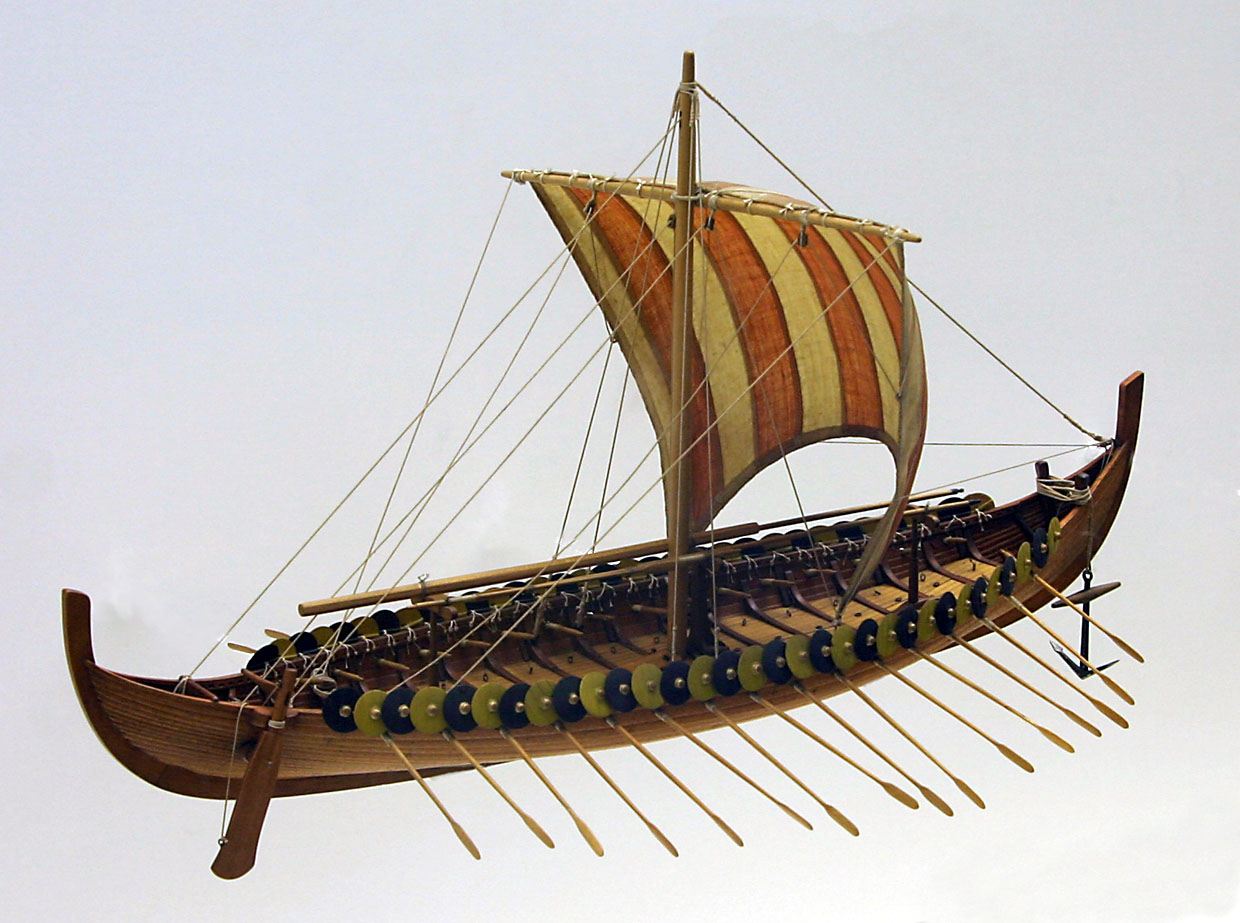
Гокстадський корабель, модель
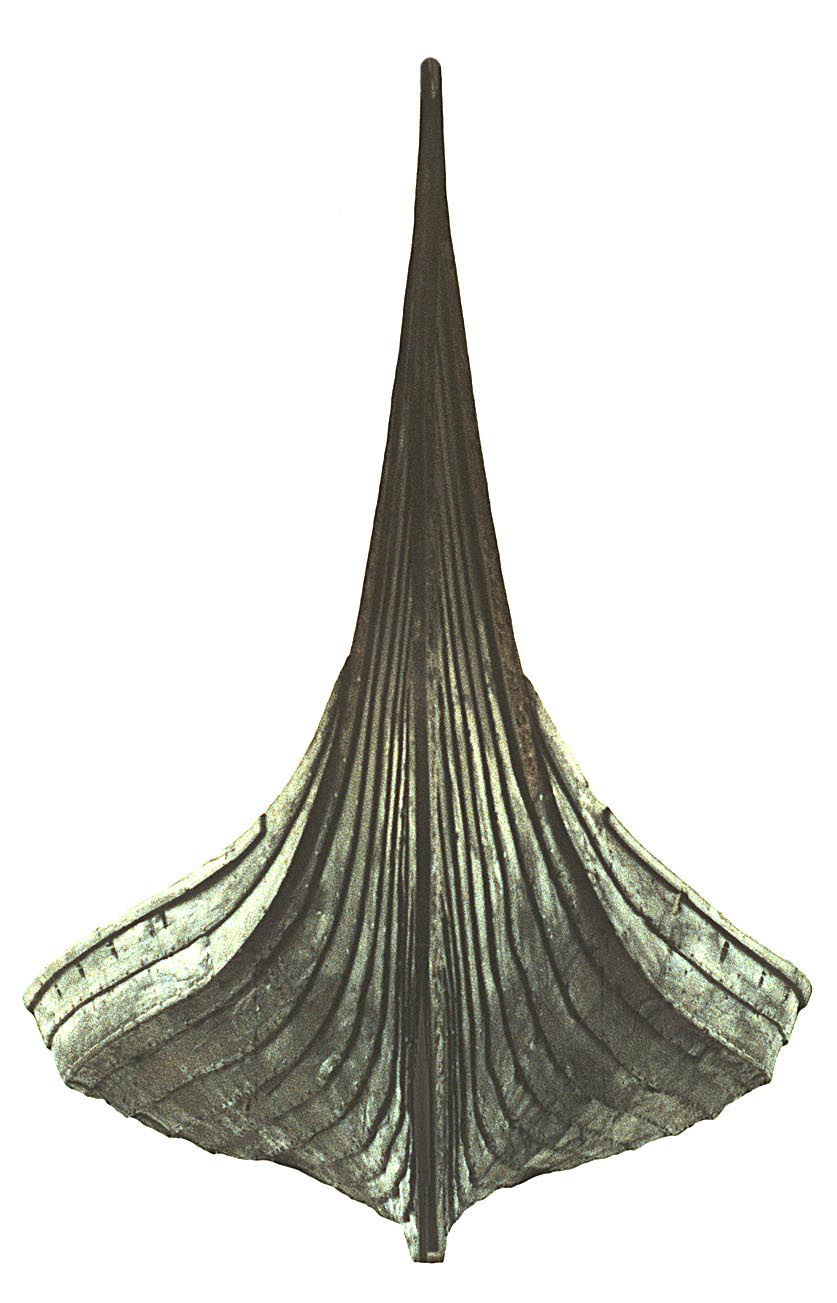
Усеберзький корабель, вид спереду
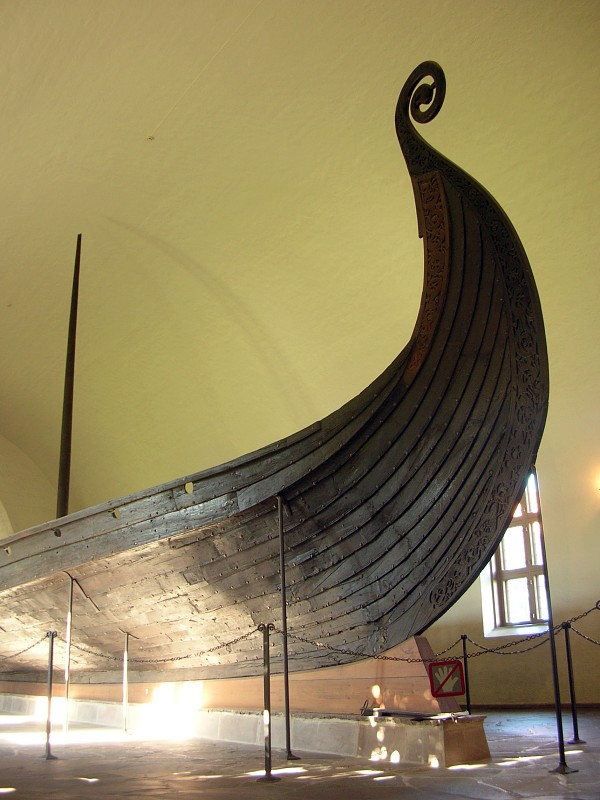
Усеберзький корабель, ніс
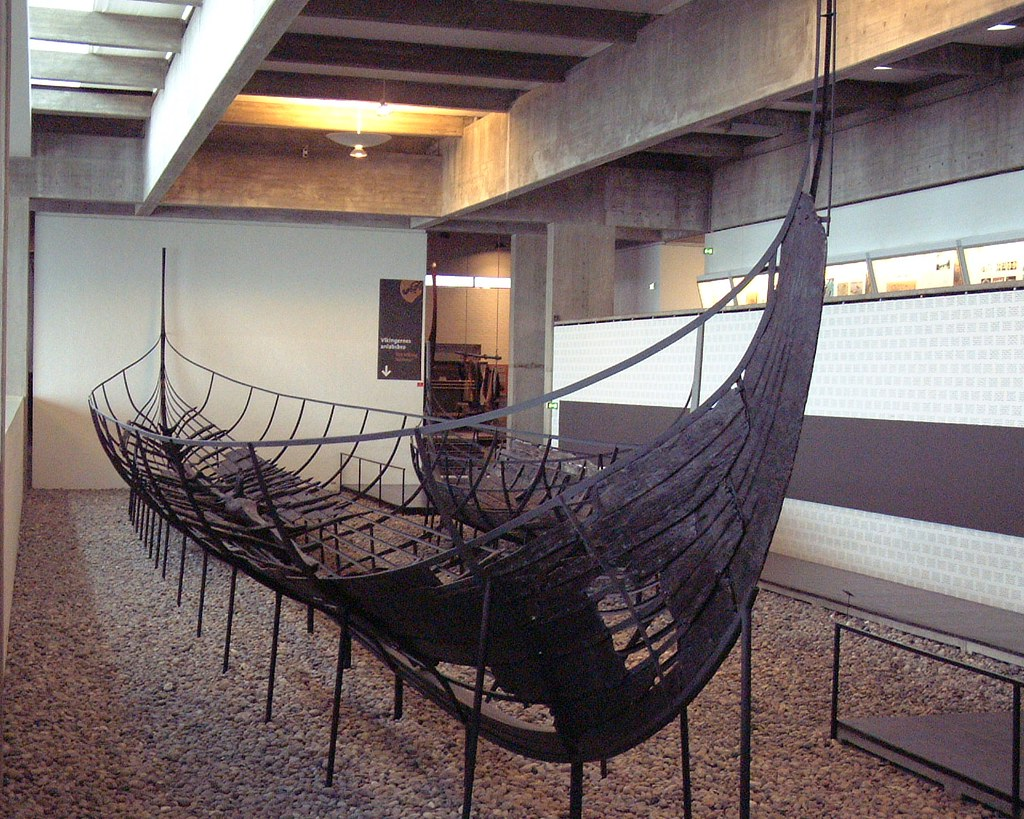
Скулелев-2
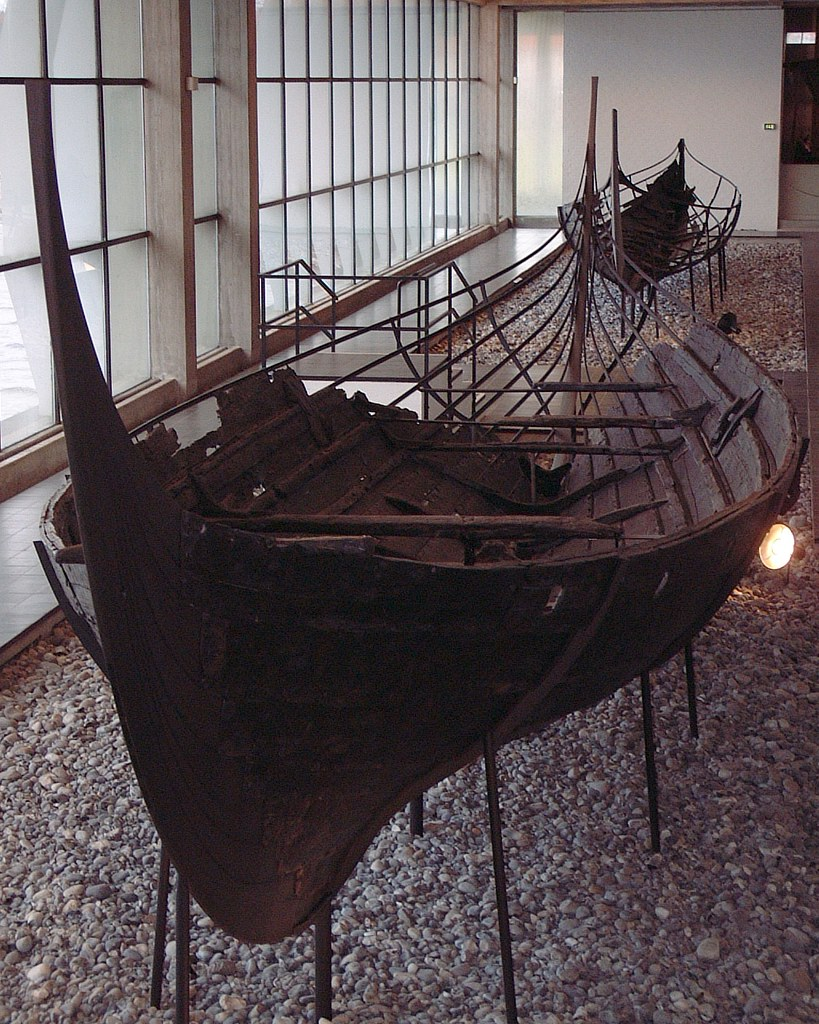
Скулелев-3
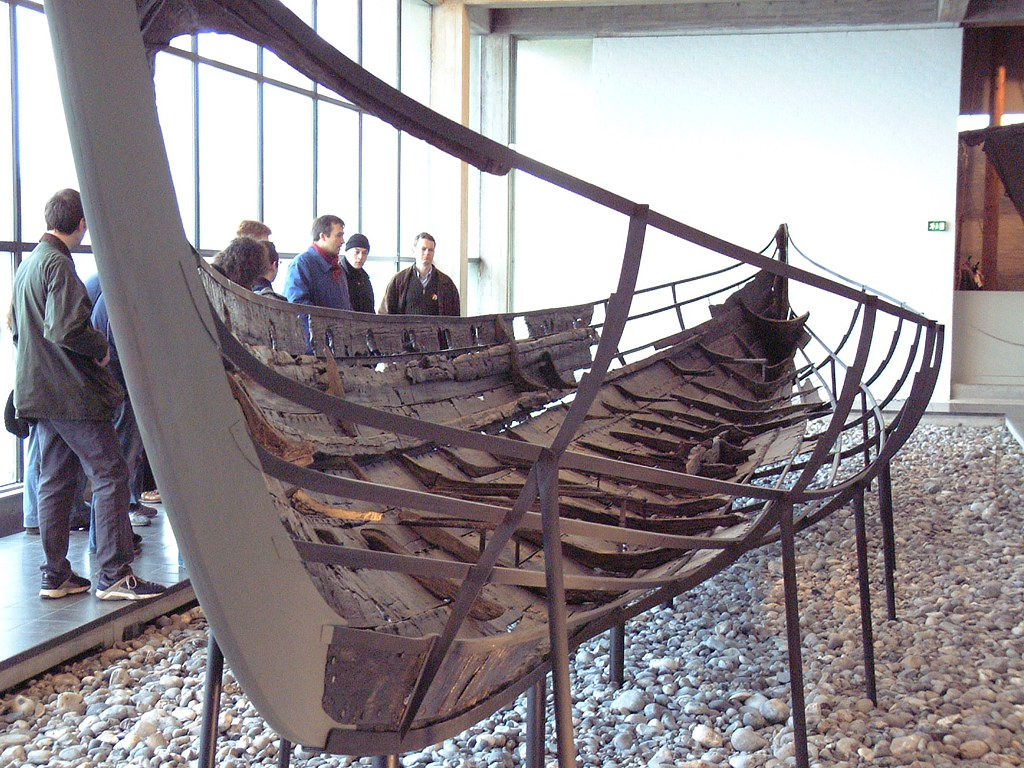
Скулелев-5
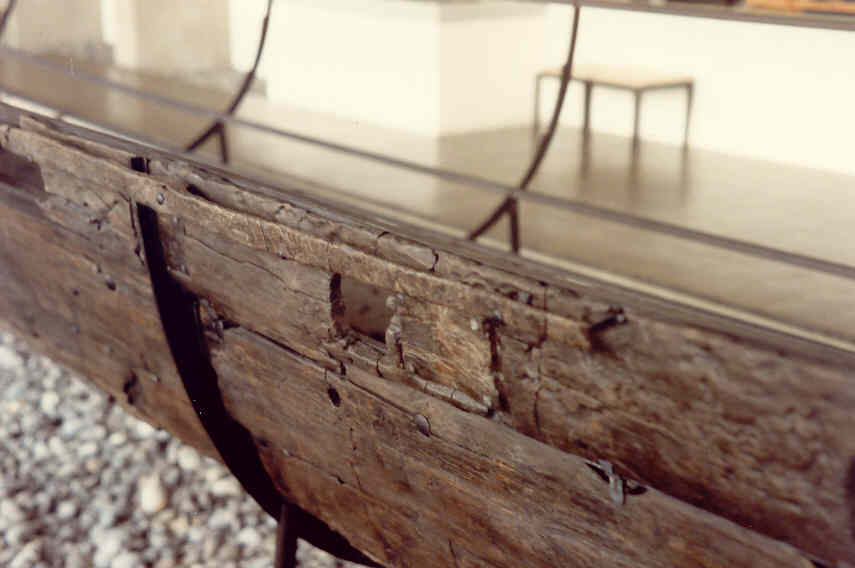
Деталь Скулелевського корабля
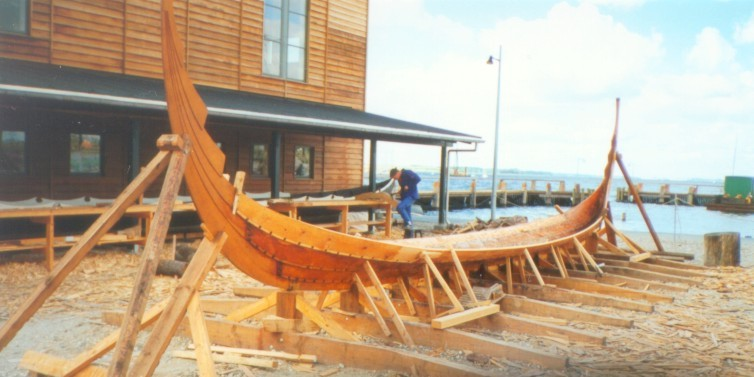
Процес реконструкції Скулелевського корабля
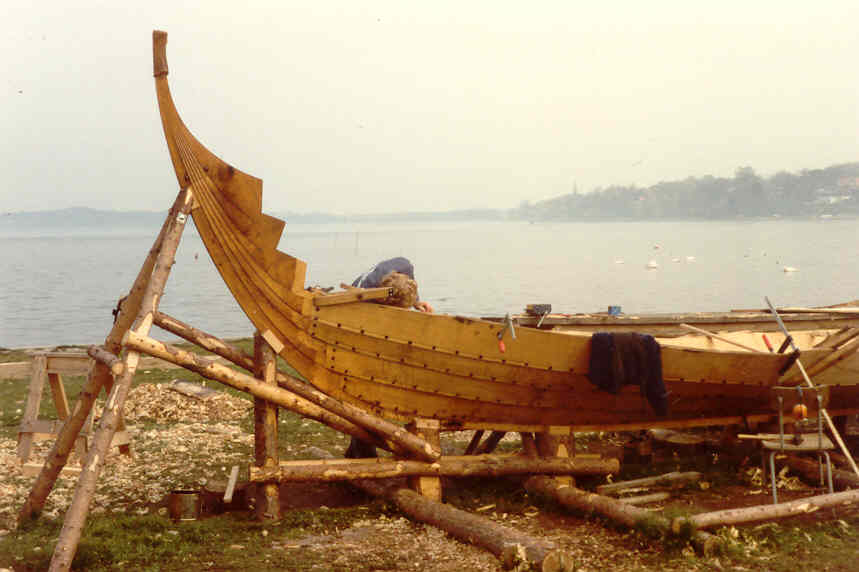
Процес реконструкції Скулелевського корабля - ніс
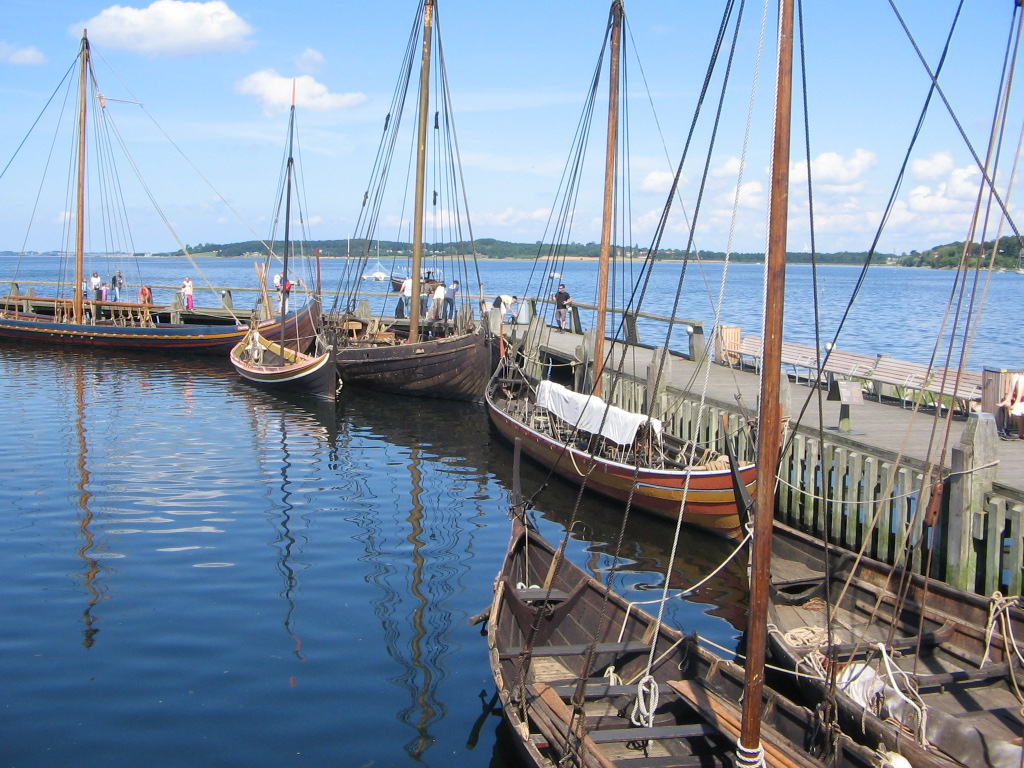
Різні копії кораблів вікінгів в Музеї кораблів вікінгів в Роскілле
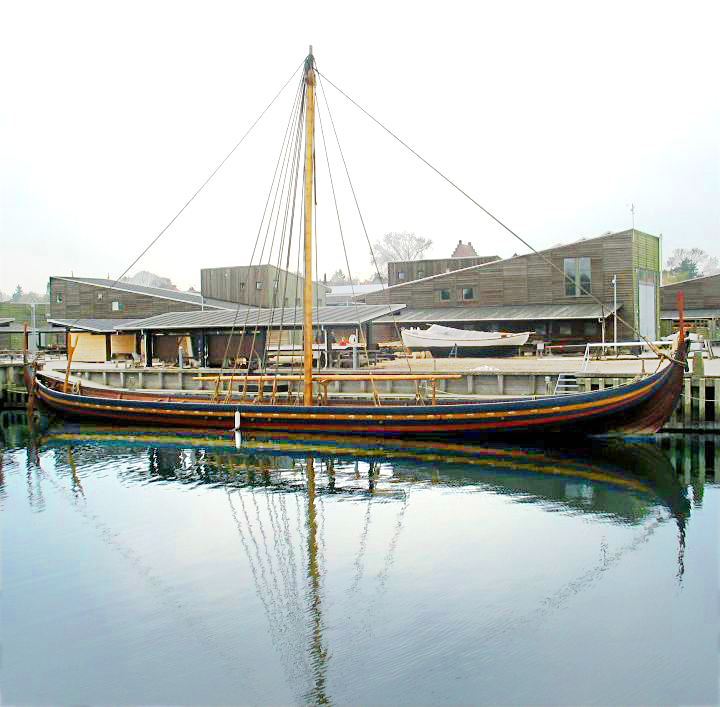
Havhingsten fra Glendalough - сучасна репліка скейда Скуделев-2.